# Ruhrkessel
1944: Overlord · Dragoon · Mons · Market Garden · Scheldemündung · Aachen · Hürtgenwald · Queen · Elsass-Lothringen · Ardennen
1945: Nordwind · Bodenplatte · Blackcock · Colmar · Veritable · Grenade · Blockbuster · Lumberjack · Undertone · Plunder · Flashpoint · Aschaffenburg · Würzburg · Ruhrkessel · Friesoythe · Nürnberg
Als der Ruhrkessel wird eine Kesselschlacht bezeichnet, die im April 1945 im Rheinland und in Westfalen stattfand, in der Endphase des Zweiten Weltkrieges. Im Englischen auch als „Ruhr pocket“ oder seltener als „Rose pocket“ bezeichnet, hat in dieser Schlacht den US-amerikanischen Truppenverbänden innerhalb kurzer Zeit die Eroberung eines großen Gebietes nördlich und südlich der Ruhr ermöglicht, und damit eines der wichtigsten Industrie- und Rüstungsgebiete des Dritten Reichs.
Obwohl der Name eine Schlacht im Ruhrgebiet vermuten lässt, waren weitere Teile des Rheinisch-Westfälischen Industriegebiets, des Siegerlandes und des Sauerlandes sowie südliche Teile des Münsterlandes ebenfalls Bestandteil des Kessels. Im Sauerland fanden schwere Kämpfe statt, und erst als alle Städte des Ruhrgebietes schon unter Kontrolle der alliierten Kräfte standen, wurde Düsseldorf besetzt.
Die Schlacht führte zum Untergang der Heeresgruppe B und war das letzte größere Gefecht an der Westfront. Sie war neben dem Kessel von Halbe und der Schlacht um Berlin eine der letzten großen Kesselschlachten auf dem europäischen Kriegsschauplatz.

## Entstehung des Ruhrkessels

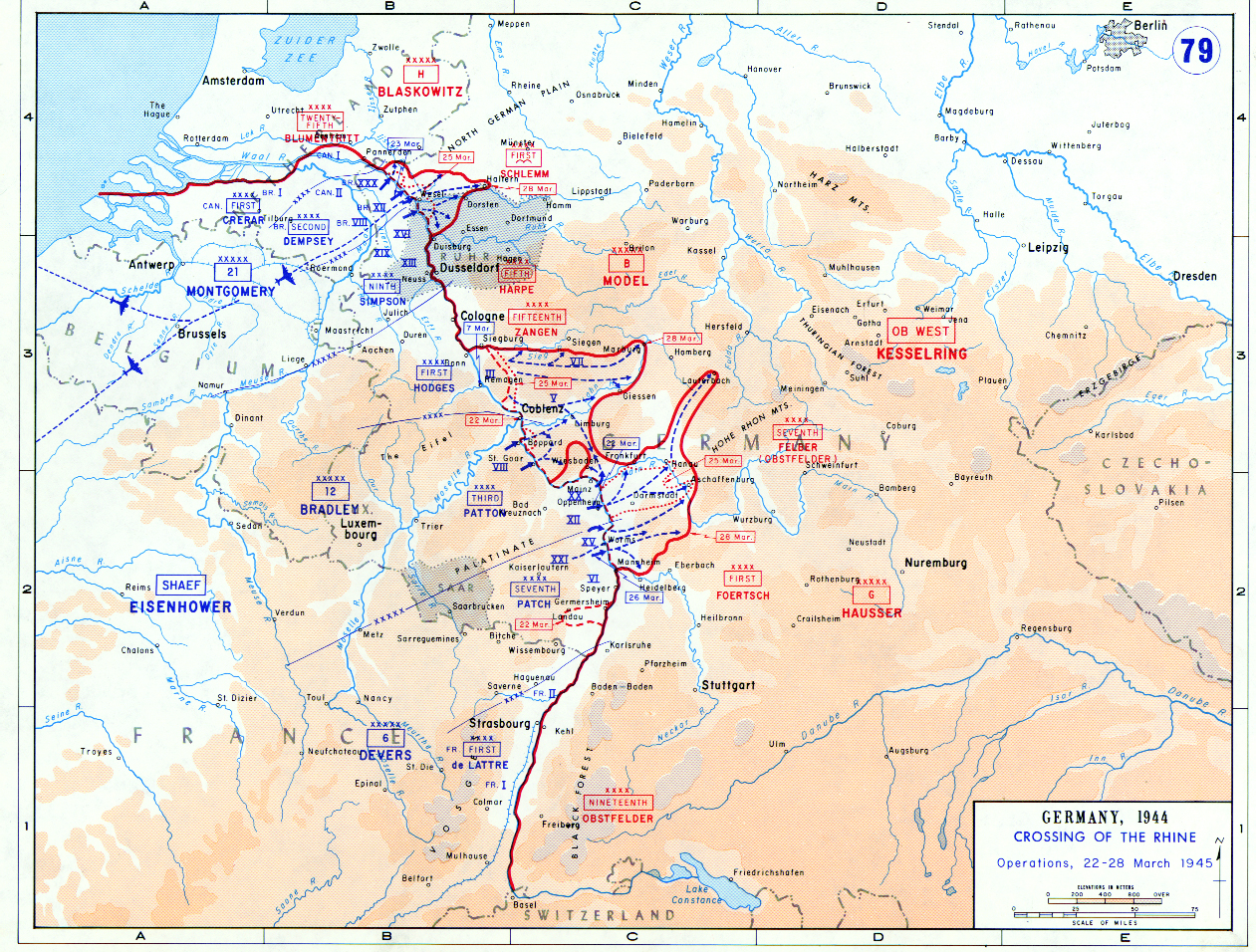
Der Vorstoß über den Rhein und die Zangenbewegung zwischen dem 22. und 28. März 1945

### Endkampf des Dritten Reiches im Westen
Mit dem Scheitern der Ardennenoffensive 1944 / 1945 und der Einnahme von westrheinischen Gebieten und Städten (wie Aachen) bereiteten sich die beiden westfälischen Gauleitungen (Gau Westfalen-Nord, Gau Westfalen-Süd) durch die Errichtung von Panzersperren und Schanzarbeiten mit dem sogenannten Westfalenwall vor. Am Bau der militärisch sinnlosen Unternehmung wurden schätzungsweise zwischen 25.000 und 60.000 Menschen eingesetzt, überwiegend Kriegsgefangene und Zwangsarbeiter. Bei den Aktionen „Maulwurf-Aktion XI“ und „Maulwurf-Aktion XII“ im Januar und Februar 1945 wurde aus dem Gau Westfalen Süd jeweils über 6.000 Arbeiter eingesetzt.

### Abriegelung der Ruhr
Das Ruhrgebiet hatte schon einen jahrelangen Luftkrieg hinter sich. Auf Befehl des Alliierten Oberkommando begannen ab Ende Februar 1945 die strategischen Bomberflotten die Luftangriffe der Operation Interdiction of the Ruhr. Die zweimotorigen Mittelstreckenbomber der 9th Air Force und der britischen 2nd Tactical Air Force griffen seit Anfang März 1945 verstärkt in das Kriegsgeschehen an Rhein und Ruhr ein. Neben den Bombardierungen gab es pausenlose Angriffe von Jagdbombern (Jabo) - eine besondere Belastung für die Bevölkerung. Die wichtigsten Verschiebebahnhöfe an den Randzonen des Ruhrgebiets, wie Hamm, wurden während der Operation Bugle durch mehrere schwere US-Luftangriffe zerstört.
Der Gauleiter Westfalen-Süd, Albert Hoffmann, erließ am 25. Februar 1945 einen „Fliegerbefehl“, welcher Lynchmorde durch die Bevölkerung an Jabo-Piloten sanktionierte (siehe unten). In den letzten Kriegsmonaten wurden in Westfalen zahlreiche abgesprungene alliierte Flieger von Teilen der Bevölkerung, Wehrmachtsangehörigen, Gestapo-Beamten und Parteiangehörigen ermordet. Vor dem Beginn der Einkesselung erging am 19. März 1945 noch Adolf Hitlers „Nero-Befehl“, der allerdings das ganze „Dritte Reich“ betraf. Dieser wurde in der Region nur teilweise umgesetzt.
Die strategischen Luftstreitkräfte setzten bis Ende März 1945 ihre Bombenangriffe auf das rheinisch-westfälische Industriegebiet und das Umland ohne Unterbrechung fort. Dabei wurden die Städte Essen, Hagen, Witten und Dortmund durch britische Flächenangriffe völlig zerstört. Der letzte Angriff auf Dortmund am 12. März 1945 war der schwerste konventionelle Luftangriff, der im gesamten Verlauf des Zweiten Weltkriegs jemals gegen eine Stadt in Europa durchgeführt wurde. Dortmund war eine der am stärksten zerstörten Städte Deutschlands.

### Alliierter Rheinübergang, 23. und 24. März 1945

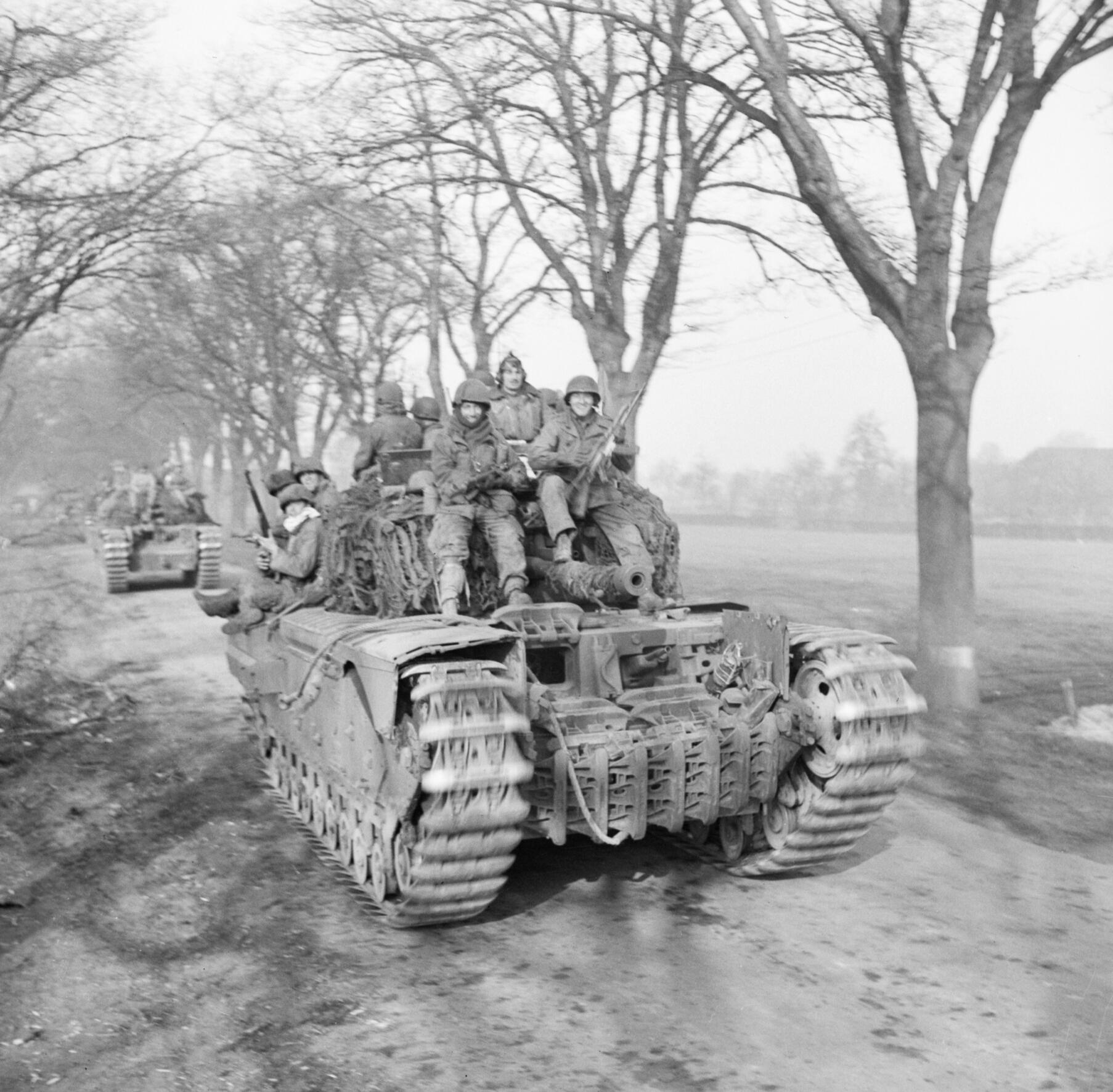
Britische Panzer transportieren Fallschirmjäger der 17th US Airborne Division, 29. März 1945.

Mit den Luftangriffen sollte die Eroberung des Ruhrgebietes und der Rheinübergang im Raum Wesel und Rees (vgl. Operation Plunder und Operation Varsity) vorbereitet werden. Nach der alliierten Rhein-Überquerung am 23. und 24. März 1945 stießen rund 1,3 Millionen Soldaten, britische und kanadische Truppen zusammen mit Einheiten der 9. US-Armee, nördlich des Ruhrgebietes rasch in das Münsterland vor. Die US-Truppen der 1. Armee operierten ab dem 25. März weiter südlich im Rheinland aus dem Brückenkopf von Remagen. Sie sollten über das Siegerland in das Sauerland vordringen. Dabei kam es in den Bereichen um Winterberg zu Gefechten.
Der bereits einige Wochen zuvor im Alliierten Oberkommando entstandene Plan wurde vom Oberbefehlshaber der alliierten Streitkräfte in Nordwesteuropa General Dwight D. Eisenhower am 25. März 1945 genehmigt. Die Planungen sahen vor, das Ruhrgebiet zangenförmig zu umschließen, um die deutschen Einheiten einzukesseln. Man wollte damit heftige Straßenkämpfe in den Ruinen der zerstörten Städte und in den Gebirgszügen des Sauerlands so weit wie möglich vermeiden.
Vor dem Angriff wurde das Hinterland nochmals stark bombardiert. Die kleinen Städte im Münsterland erlitten nur wenige Angriffe, zählen aber mit zu den am stärksten zerstörten Städten Deutschland (Dülmen z. B. zu 92 Prozent). Dabei wurden auch Flugblätter abgeworfen, welche die deutschen Soldaten zur Aufgabe überreden sollten (siehe unten). Der Vormarsch der Bodentruppen hatte durchaus den Charakter eines Blitzkrieges. Schon hier wurde an manchen Stellen die sinnlose Verteidigung beendet, teils gab es aber auch fanatischen Widerstand, welcher noch deutsche Soldaten das Leben kostete.
Der Oberbefehlshaber der Heeresgruppe B, Generalfeldmarschall Walter Model, erbat von der deutschen Führung einen Rückzug in Richtung Osten. Die damit verbundene Aufgabe des rheinisch-westfälischen Industriegebiets gegenüber den Alliierten wurde vom Oberkommando der Wehrmacht abgelehnt. Das Ruhrgebiet sollte um jeden Preis gehalten werden. Trotz des raschen Vormarsches reagierten die Repräsentanten des NS-Regimes gegen jede Logik. Sie hatten die Illusion, dass in dem zerstörten Gebiet mit den geschwächten Truppen noch ein Kampf zu gewinnen wäre. Die Zivilbevölkerung wurde Ende März vom stellvertretenden Essener Gauleiter Fritz Schleßmann aufgefordert, sich im Inland in Sicherheit zu bringen. Die Undurchführbarkeit angesichts der Realität der zerstörten Verkehrsinfrastruktur und der militärischen Lage wurde ignoriert. Weiterhin wurde veranlasst, die Arbeitskräfte für die Versorgung sowie Arbeiter der Rüstungsindustrie erst auf besonderen Befehl zu evakuieren (siehe unten).

### Kesselschluss bei Paderborn am 1. April 1945

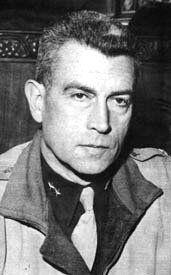
Major General Maurice Rose

Bereits am 1. April, Ostersonntag, näherten sich die Spitzen der nördlichen und südlichen alliierten Truppen im Raum Paderborn einander.  Dabei kam es in diesem Bereich zu kurzen schweren Kämpfen mit SS-Einheiten. Teils wurde deshalb in Richtung Lippstadt umgeschwenkt. Mit der Aktion war der Ruhrkessel nur acht Tage nach dem Rheinübergang mit einer doppelten Umfassung geschlossen. Die südliche Front des Kessels bildete der Fluss Sieg, im Westen war der Rhein die natürliche Grenze. Mit Ausnahme des Ruhrkessels endeten die letzten Kämpfe im Raum Westfalen-Lippe am 7. April 1945.
Beim Schließen des Ruhrkessels fiel der Kommandeur der 3. US-Panzerdivision „Spearhead“, General Maurice Rose, in Kirchborchen bei Paderborn an der Spitze der von ihm geführten Division. Er war der höchstrangige Offizier der United States Army, der während des Zweiten Weltkrieges auf dem europäischen Kriegsschauplatz durch Feindeinwirkung zu Tode kam. Ihm zur Erinnerung trägt die Schlacht in den USA teilweise auch den Beinamen „Rose Pocket“ (sonst: „Ruhr Pocket“). Er liegt auf dem Netherlands American Cemetery and Memorial bei Maastricht begraben.

## Militärische Lage

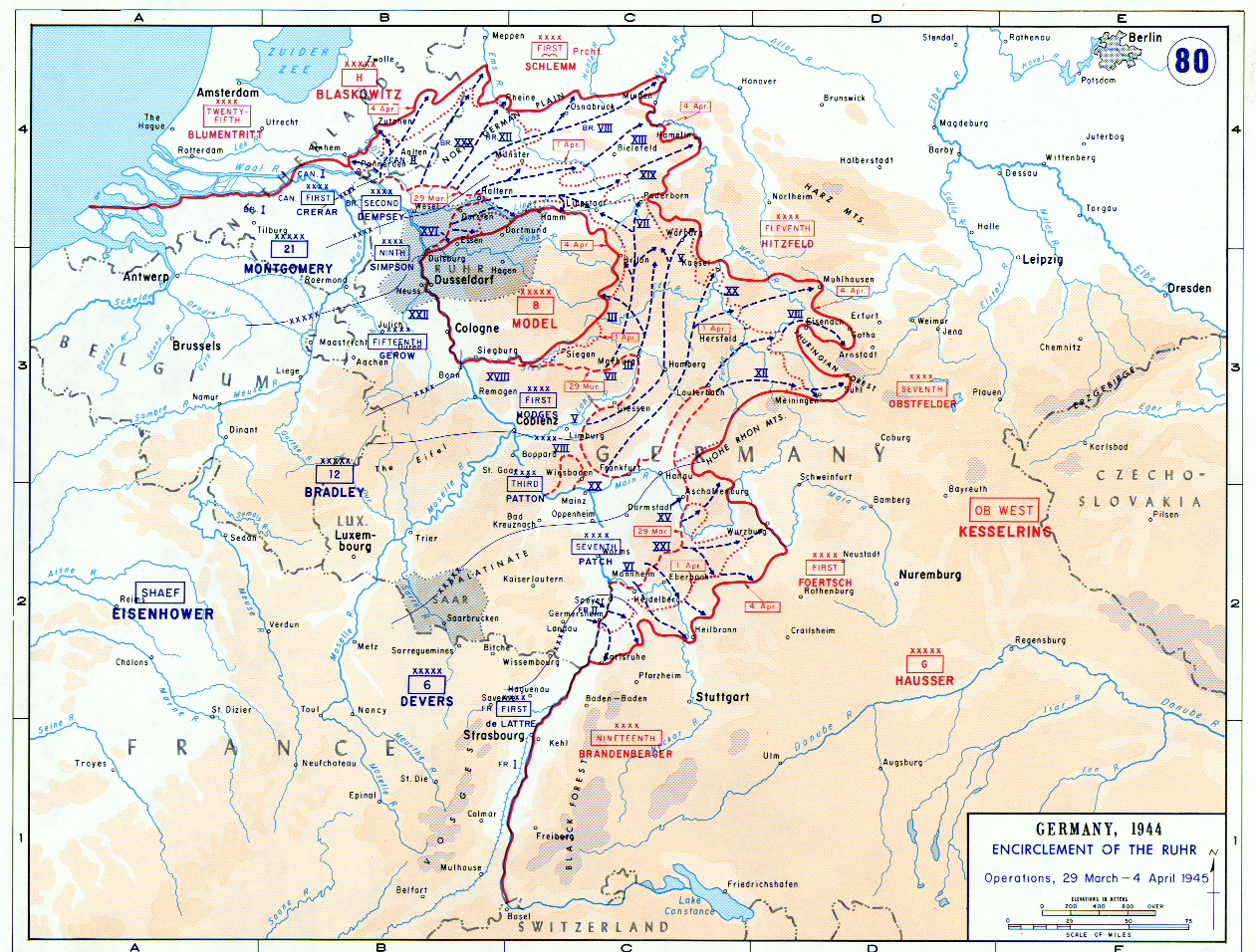
Einkreisung des Ruhrkessel zwischen den 29. März und 4. April 1945

### Ausgangslage
Ein großer Teil der alliierten Truppen bewegte sich nach der Schließung des Kessels weiter ostwärts, um den Rest des Reiches zu erobern. Die britischen und kanadischen Streitkräfte zogen mit schnellen Fortschritten durch das Münsterland in den Norden des Reiches, die US-amerikanischen Truppen beider Gruppen weiter durch Hessen und Niedersachsen in Richtung Osten nach Mitteldeutschland zur Elbe. Die Region bildete nun eine Exklave im Herrschaftsbereich des NS-Staates.

#### Truppen und Befehlshaber

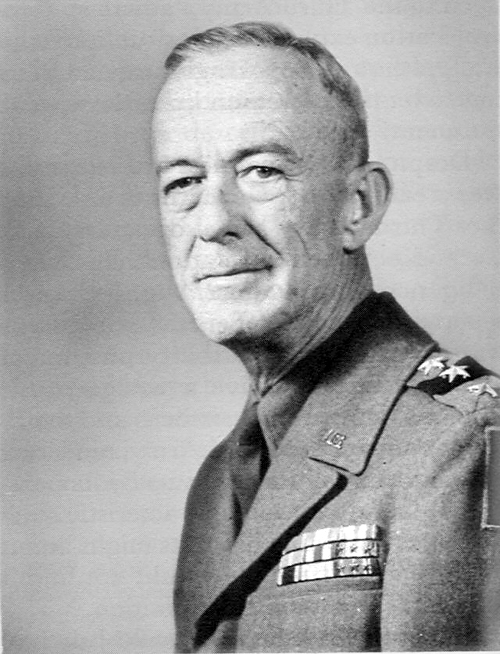
Generalleutnant Courtney H. Hodges
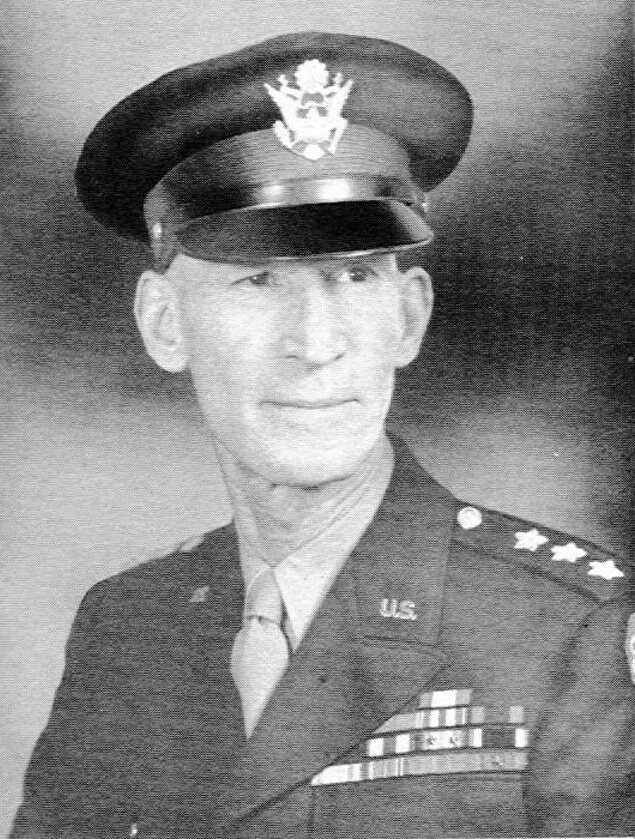
Generalleutnant William Hood Simpson
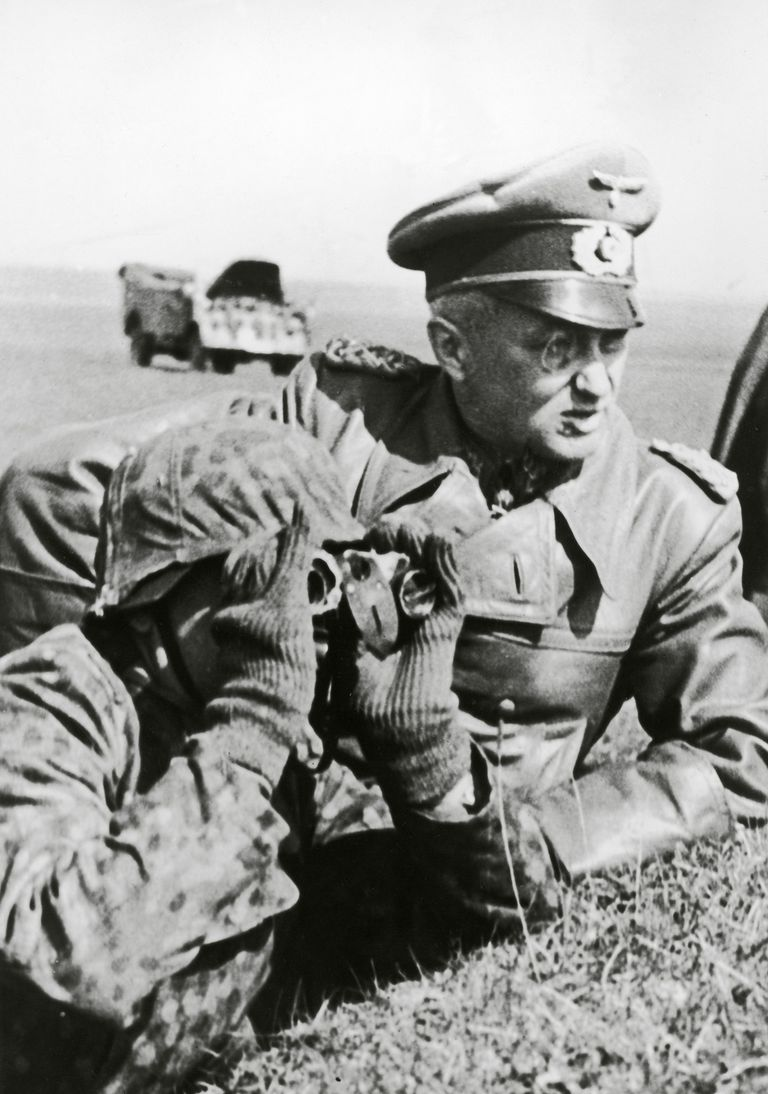
Generalfeldmarschall Walter Model
Reichsverteidigungskommissar-West Albert Hoffmann, 1943

Zur Reduzierung des Kessels wurde nur ein Teil der Truppen in der Region belassen. Die US-Truppen wurden im Süden von Lieutenant General Courtney H. Hodges (1. US-Armee) und Norden des Ruhrgebietes von Lieutenant General William H. Simpson (9. US-Armee) als Befehlshaber kommandiert.
Im Kessel befanden sich um die fünf Millionen Zivilisten, Kriegsgefangene und Zwangsarbeiter, die in einem durch die vorausgegangenen Bombenangriffe teils völlig zerstörten Ruhrgebiet eingeschlossen waren. In den südlichen Teilen des Kessels befanden sich die Mittelgebirge von Sieger- und Sauerland. Die Oberbefehlshaber der Alliierten rechneten mit schweren Häuserkämpfen in den Ruinen der zerstörten Städte bzw. mit schwierigen Gefechten in den Gebirgszügen.
Ihnen gegenüber standen je nach Quelle bzw. Schätzungen der amerikanischen Führung 300.000 Soldaten bis über 325.000 Soldaten der Heeresgruppe B mit den Resten von etwa 21 Divisionen und dem lokal aufgestellten Volkssturm. Diese Truppen waren aber von den restlichen deutschen Truppen vollkommen abgeschnitten, schlecht ausgerüstet und nicht in voller Stärke. Die Verbände der Wehrmacht standen unter dem Oberbefehl von Generalfeldmarschall Walter Model, der als fanatischer Anhänger des Nationalsozialismus auftrat. Die Zivilbehörden, paramilitärischen Einheiten der NSDAP und der Volkssturm (einschließlich Freikorps Sauerland) waren nach dem 24. März 1945 (alliierter Rheinübergang) dem Leiter des Gaus Westfalen-Süd, Albert Hoffmann, als leitendem Reichsverteidigungskommissar-West unterstellt. Weiterhin waren 26 Generäle der Wehrmacht und der Admiral Werner Scheer, Kommandeur des Wehrbezirkskommandos Essen I, im Kessel gefangen.
Durch das rasante Tempo des amerikanischen Vorstoßes waren die deutschen Hauptquartiere auf allen Ebenen gezwungen, neue, sichere Standorte aufzusuchen. So verloren sie auch Kontakt untereinander. Model konnte unter anderem General von Zangen nicht erreichen und musste vermuten, dass er gefangen oder gefallen war. Er befahl einem anderen Kommandanten, einen Gegenangriff zu starten. In dem Moment versuchte von Zangen seine Nachzügler in einer neuen Verteidigungsposition im Osten zu formieren.

##### Truppen der US-Amerikaner

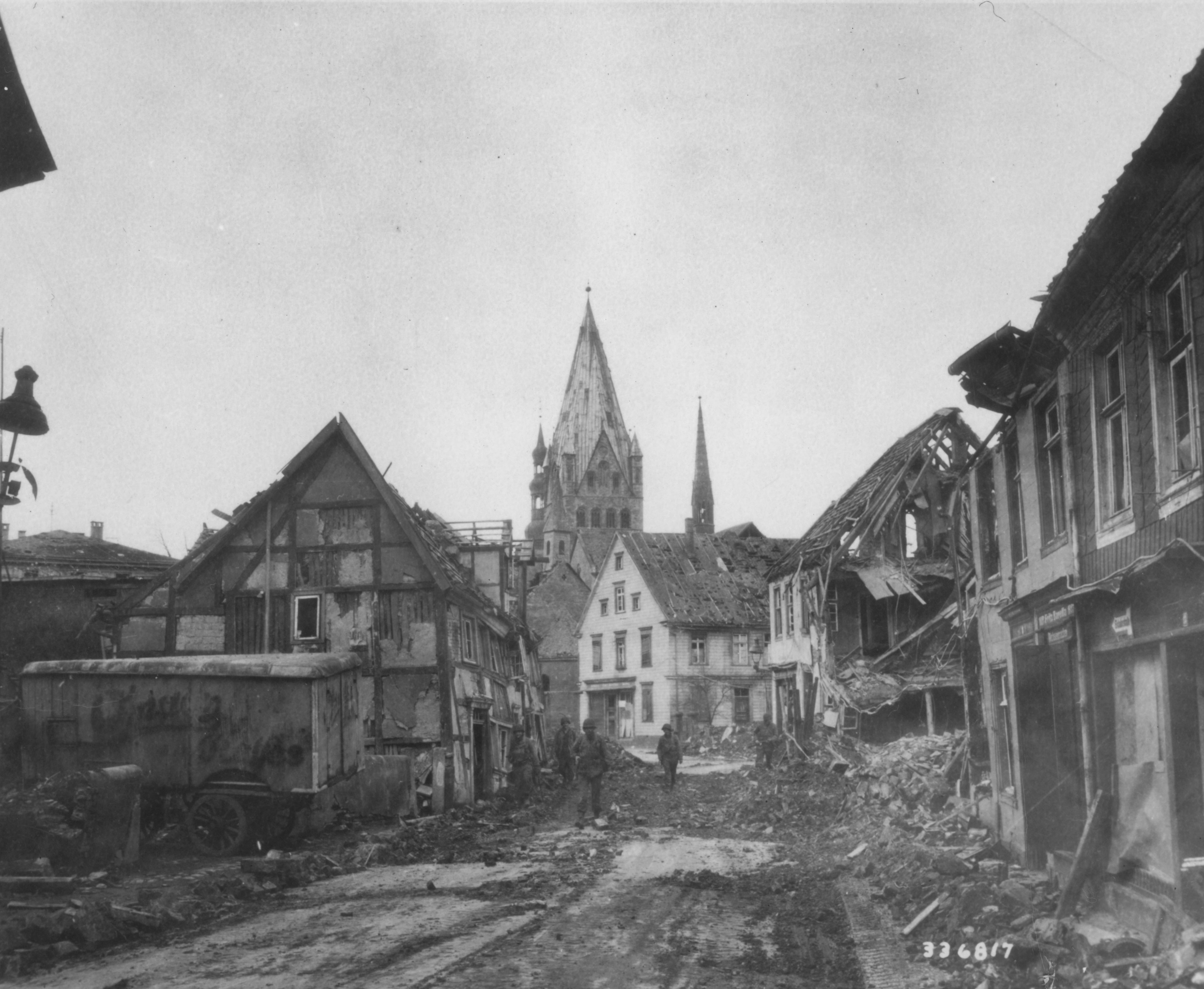
Die 95th Infantry Division auf Patrouille in Soest, 7. April 1945

Die 9. US-Armee stieß von Norden vor. Unter den Truppen waren unter anderem:
- 17th Airborne Division, Brigadier General William Miley
- 8th Infantry Division, Major General Bryant Moore
- 35th Infantry Division
- 75th Infantry Division, Major General Ray E. Porter
- 79th Infantry Division, Major General Ira T. Wyche
- 95th Infantry Division
- 8th Armored Division

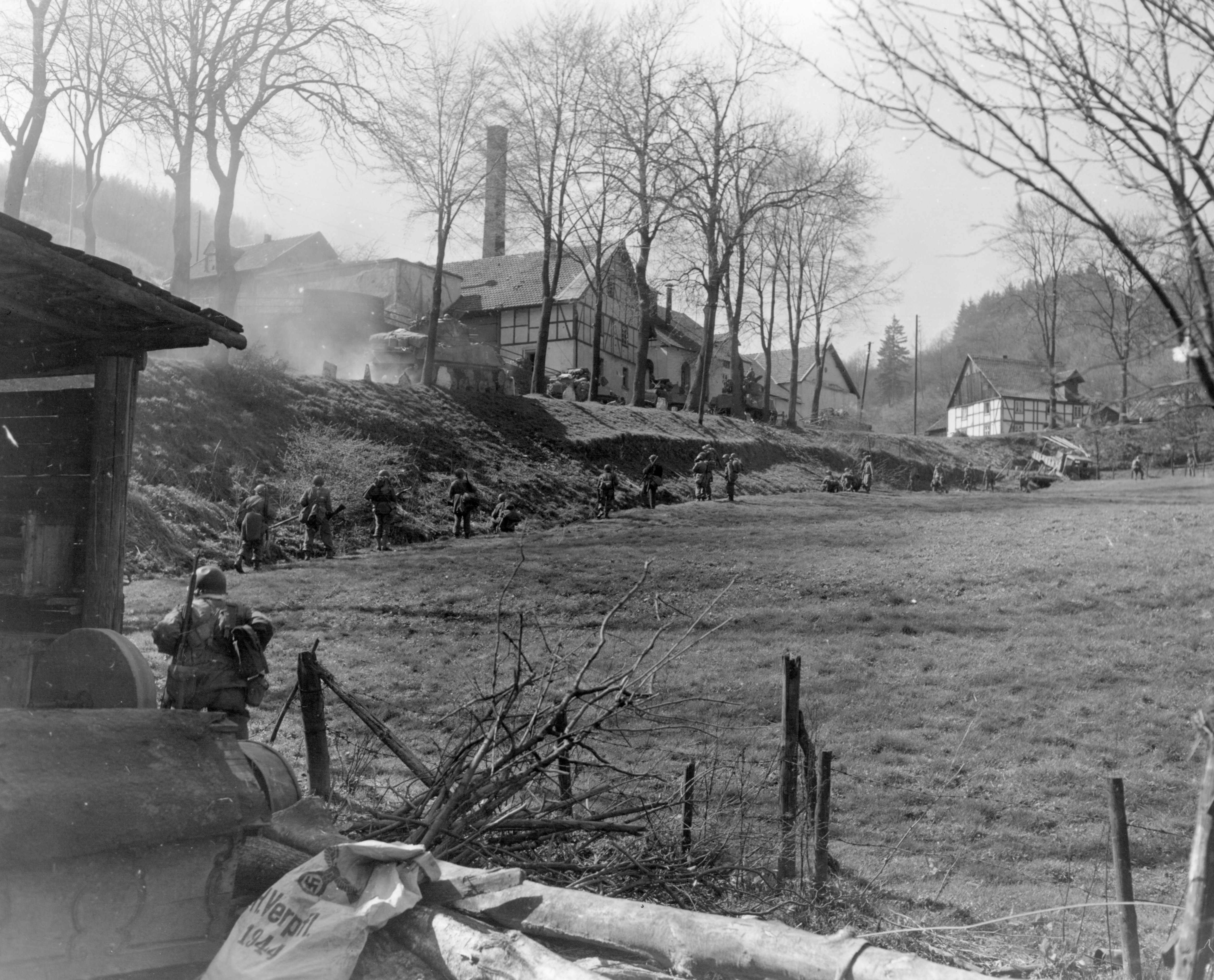
Die 5th Infantry Division bei einer Attacke bei Grevenstein am 11. April 1945

Südlich des Kessels stand die 1. US-Armee. Den Einsatz im Ruhrkessel hatten unter anderem
- III Corps
- 1st Infantry Division „Big Red One“, Brigadier General Clift Andrus
- 5th Infantry Division, Major General Stafford LeRoy Irwin
- 78th Infantry Division
- 86th Infantry Division
- 97th Infantry Division
- 99th Infantry Division
- 104th Infantry Division
- 3rd Armored Division „Spearhead“, General Major Maurice Rose
- 7th Armored Division
- 13th Armored Division
- XVI Corps

Zur Luftunterstützung griffen unter anderem ein:
- IX Tactical Air Command
- XXIX Tactical Air Command (Provisional)

##### Eingekesselte Verbände der Heeresgruppe B

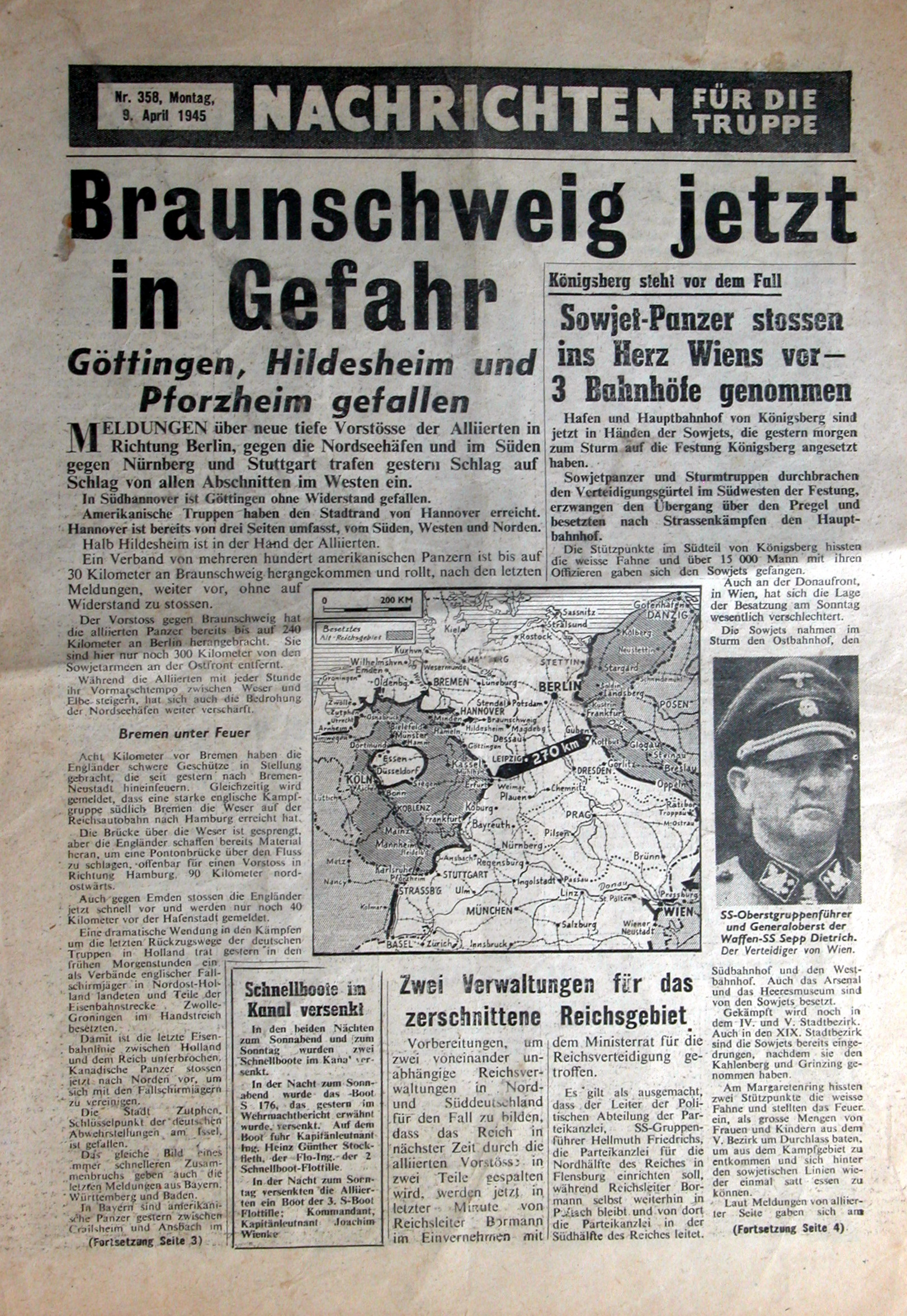
Ruhrkessel in einer Kartendarstellung der Nachrichten für die Truppe vom 9. April 1945 (Zeitung der alliierten Propaganda)

NS - Darstellung der Kämpfe in einer lokalen Zeitung aus Hattingen am 13. April 1945. Mit einem Abdruck des Kapitulationsverbots von Heinrich Himmler.

15. Armee General der Infanterie Gustav-Adolf von Zangen, Chef des Stabes Oberst i. G. Walter Reinhard
LXXIV. Armeekorps, General der Infanterie Carl Püchler
- 272. Volksgrenadier-Division, Generalleutnant Eugen König
- 3. Panzergrenadier-Division, Generalmajor Walter Denkert
- Gruppe Meissner

LXXXI. Armeekorps, General Friedrich Köchling
- 183. Volks-Grenadier-Division, Oberst Hinrich Warrelmann
- Panzerbrigade 106 Feldherrnhalle, Hauptmann Pohl
- Gruppe Würtz (476. Ersatzdivision und Kampfgruppe Scherzer)

5. Panzerarmee Generaloberst Josef Harpe, Chef des Stabes: Oberst Wolf von Kahlden
- 22. Flak-Division, Generalmajor Friedrich Römer

XII. SS-Armeekorps, Generalleutnant Eduard Crasemann
- 363. Infanterie-Division, Generalleutnant Alois Weber
- Stab Oberst Witte
- 3. Fallschirmjäger-Division, Generalleutnant Rudolf Schimpf
- 59. Infanterie-Division, Generalleutnant Walter Poppe

LVIII. Panzerkorps, General der Panzertruppe Walter Krueger
- Panzer-Lehr-Division, Oberst Paul Freiherr von Hauser
- 9. Panzer-Division, Oberst Helmut Zollenkopf
- 12. Volks-Grenadier-Division, Generalmajor Engel, ab 12. April Ernst Koenig
- 353. Infanterie-Division, Oberst Karl Koppenwöllner
- 62. Volks-Grenadier-Division, Oberst Arthur Jüttner

LXXX. Armeekorps, General der Infanterie Franz Beyer
- 5. Fallschirm-Jäger-Division, Oberst Kurt Gröschke
- 719. Infanterie-Division, Generalmajor Heinz Gaede
- 559. Volksgrenadier-Division, Generalmajor Kurt von Muehlen
- 560. Volksgrenadier-Division, Oberst Rudolf Langhaeuser

Armeeabteilung von Lüttwitz Stabschef: Oberstleutnant Graf von Bernstorff
XXXXVII. Panzerkorps, General der Panzertruppe Heinrich von Lüttwitz
- 116. Panzer-Division, General Siegfried von Waldenburg
- 180. Infanterie-Division, Generalmajor Bernhard Klosterkemper
- 190. Infanterie-Division, Generalleutnant Ernst Hammer

LXIII. Armeekorps, General der Infanterie Erich Abraham
- 2. Fallschirm-Jäger-Division, Generalleutnant Walter Lackner
- Stab Infanterie-Division Hamburg (324. ID.)
- 338. Infanterie-Division, Oberst Rudolf von Oppen

LIII. Armeekorps, Generalleutnant Fritz Bayerlein
- 176. Infanterie-Division, Generalmajor Christian-Johannes Landau
- 326. Volks-Grenadier-Division, Generalmajor Erwin Kaschner
- Reste 340. Volksgrenadier-Division (Kampfgruppe von Deichmann)[22]

## Verlauf der Eroberung des Ruhrkessels

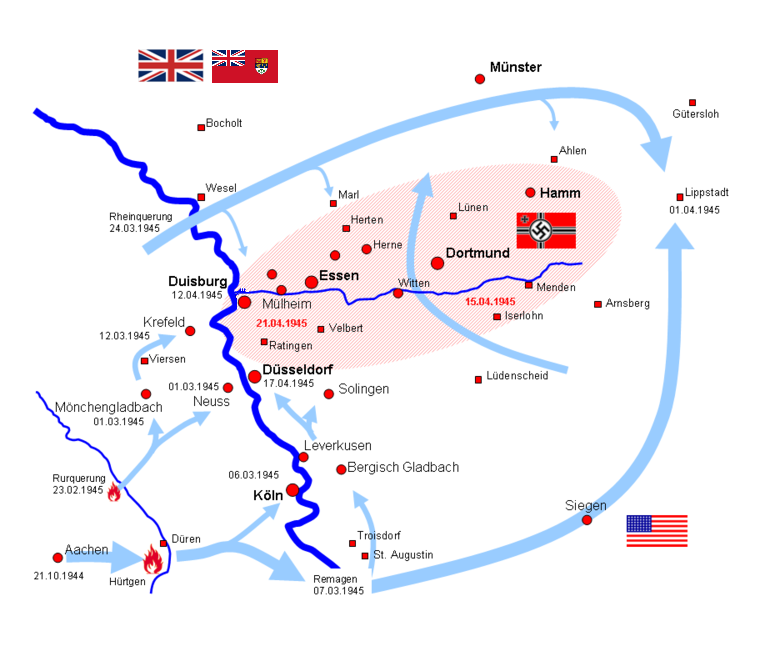
Verlauf der Operation

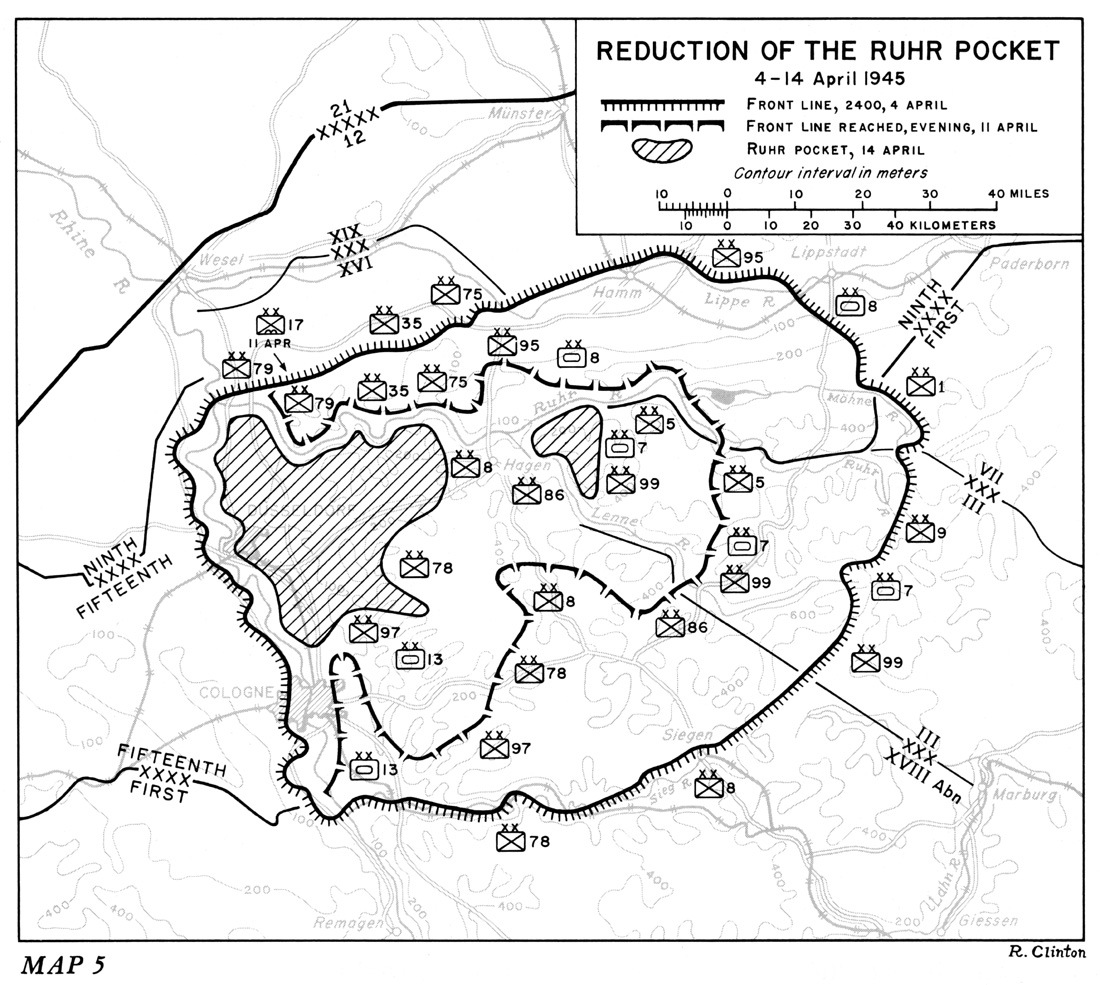
Der Ruhrkessel zwischen dem 4. und 14. April 1945

Während Stoßkeile der Alliierten bereits nach Nord- und Mitteldeutschland vorrückten, drängten Teile der US-Truppen in den Ruhrkessel. Die demoralisierten und ungenügend versorgten deutschen Soldaten vermochten in der Trümmerlandschaft des Ruhrgebiets nur hinhaltenden Widerstand zu leisten, was angesichts der Gesamtlage allerdings militärisch vollkommen sinnlos war und lediglich zahlreiche Soldaten und Zivilisten das Leben kostete.
Vertreter des NS-Regimes griffen hart durch; wer sich als Soldat oder Offizier Befehlen verweigerte oder gar Kontakt mit feindlichen Kräften aufnahm, musste sich vor fliegenden Standgerichten verantworten – was den sicheren Tod bedeutete.
Von außen forderte das Oberkommando in Berlin, dass Model bleiben und die „Festung Ruhr“ verteidigen solle. Hitler versprach, eine neu formierte Armee, die 12., zur Entlastung des Ruhrgebiets zu schicken, und deutete an, dass neue „Wunderwaffen“ unterwegs seien, die das Blatt wenden würden – doch Model war bald klar, dass weder die 12. Armee noch Wunderwaffen auftauchen würden.

### Erste Operationen zur Auflösung des Kessels von Anfang April bis 14. April 1945
Die mit viel Aufwand und Anstrengung von einem Massenaufgebot der Bevölkerung errichteten Panzersperren, die seit Monaten vorbereiteten Graben- und Erdbunkerstellungen sowie auch die zahlreichen Brückensprengungen im Ruhrgebiet stellten für einmarschierenden Alliierten lediglich technische, nicht aber militärische Hindernisse dar. Die Amerikaner nannten die Sperren spöttisch one minute roadblock, weil sie sich in kürzester Zeit entfernen ließen. Im Gegensatz zu den langwierigen und äußerst blutigen Auseinandersetzungen in der Schlacht im Hürtgenwald kam es bei dem alliierten Vormarsch an Rhein und Ruhr entgegen der fortgesetzten NS-Durchhaltepropaganda nur örtlich begrenzt zu schweren Kämpfen mit deutschen Einheiten. Die Eroberung des Ruhrgebiets wurde im Vergleich als bloßes mopping up (deutsch aufwischen) der deutschen Verteidiger empfunden. Auch die Sprengung von Brücken in Bezug auf den „Nero-Befehl“ hatte nur kurze hinhaltende Wirkung.
Zuerst verstärkten die Amerikaner den Ring um die Heeresgruppe B, indem sie vier Korps konzentriert postierten. Alle vier starteten sofort Angriffe gegen den zahlenmäßig unterlegenen und unterversorgten Feind, trieben die Deutschen in immer kleinere Räume, drängten sie zusammen und machten sie zu einem noch lukrativeren Ziel für die US-Feuerkraft. Artillerieeinheiten des US XVI Corps am nordwestlichen Rand des Kessels feuerten in vierzehn Tagen über 250.000 Schuss ab. Wenn die drei anderen Korps ähnliche Zahlen erreichten, könnten während der zweiwöchigen Schlacht gut eine Million Granaten abgefeuert worden sein.

#### Nordteil des Kessels

Bei der Eroberung am Bahnhof in Hamm

Nachdem die 95th Infantry Division sich am 3. April bei Beckum gesammelt hatte, wurde die Lippe am nächsten Tag überschritten. Sie eroberte am 6. April Kamen. Die durch ihren Verschiebebahnhof und mehreren Kasernen kriegswichtige Stadt Hamm war bereits von schweren Kriegszerstörungen gezeichnet. Die Stadt wurde am selben Tag nach einzelnen Hinhaltegefechten eingenommen und besetzt. Nach Dortmund war es die am stärksten zerstörte Stadt des westfälischen Ruhrgebiets. Nachdem der Kessel nördlich der Ruhr und Möhne geräumt worden war, eroberte die Division am 9./10. April Werl und Unna. Ebenfalls am 4. April überschritt die 75th Infantry Division den Dortmund-Ems-Kanal. Beide Divisionen zusammen wurden dann zur Befreiung von Dortmund eingesetzt, die am 13. April erfolgte. Am 7. April griff die 79th Infantry Division über den Rhein-Herne-Kanal das mittlere Ruhrgebiet an und befreite unter anderem am 10. April Bochum. Bereits am 6. April hatte die 17th Airborne Division den Rhein-Herne-Kanal überschritten und errichtete einen Brückenkopf für den Angriff auf Essen, welches vier Tage später fiel. In nachfolgenden Angriffen wurden auch die Industriestädte Mülheim an der Ruhr und Duisburg erobert. Damit befanden sich die großen Städte des nördlichen Ruhrgebiets in der Hand der US-Truppen.
Am 9. April wurde in Essen eine Kolonne von ca. 3000 Zwangsarbeitern durch den Schuirweg getrieben. Da alliierte Jagdbomber den Aufmarsch falsch einschätzten, wurde die Kolonne angegriffen. Die Opfer sind bis auf den Polen Kazimierz Sopowski unbekannt, 50 polnische Tote sind auf dem Südwestfriedhof Essen begraben.
Noch am 9. und 10. April wurden die Ruhrbrücken gesprengt, zum Schaden vor allem der Anwohner, da über die Brücken viele lebenswichtige Versorgungsleitungen, zum Beispiel für Trinkwasser, führten. Durch den Einsatz von Pontonbrücken war auch diese Sprengung kein Hindernis für die vorrückenden Truppen. Weiterhin wurde am 12. April 1945 die gesamte Antennenanlage des Senders Langenberg von Angehörigen des SS-Postschutzes gesprengt.
Neben Offizieren und einfachen Soldaten konnten auch bedeutende Persönlichkeiten gefangen gesetzt werden. Franz von Papen, 1932 kurzzeitig Reichskanzler, der gegen Ende der Weimarer Republik entscheidend dazu beigetragen hatte, Adolf Hitler und die NSDAP an die Macht zu bringen, und von 1933 bis 1934 Vizekanzler unter Hitler war, wurde am 10. April 1945 auf dem Anwesen seines Schwiegersohns Max von Stockhausen in Stockhausen bei Meschede festgenommen.  Am 11. April 1945 wurde Alfried Krupp von Bohlen und Halbach von amerikanischen Truppen in der Villa Hügel in Essen unter Arrest gestellt. Die Firma Fried. Krupp war damals ein bedeutendes Industrieunternehmen und einer der wichtigen Rüstungslieferanten des nationalsozialistischen Deutschen Reichs. Dagegen beging der Chef des Ruhrstabs, Albert Vögler, der auch Wehrwirtschaftsführer und Albert Speers Generalbevollmächtigten für das Rhein-Ruhr-Gebiet mit Entscheidungsbefugnis auf allen Gebieten der Rüstungs- und Kriegsproduktion war, am 14. April in Haus Ende in Herdecke Selbstmord, um seiner Verhaftung zu entgehen.

#### Südteil des Kessels

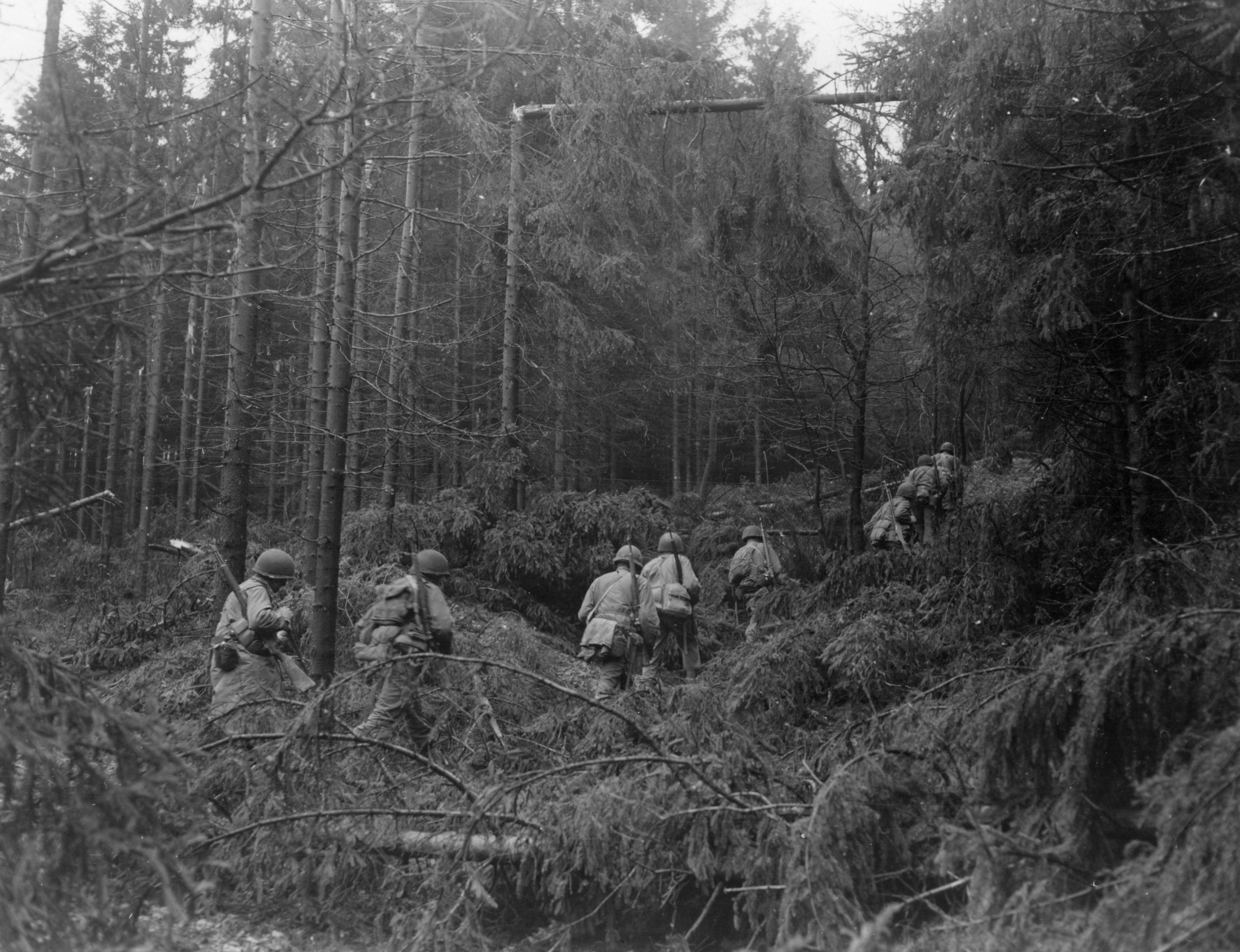
Kämpfe in den Wäldern bei Siegen, 6. April 1945

Im Süden wurde der Angriff des III. Korps und des XVIII. Luftlandekorps am 5. und 6. April von den deutschen Truppen verzögert. Die Verteidiger nutzten das zerklüftete und bewaldete Gelände, um die Amerikaner zu zwingen, zuerst um jeden Bach, jeden Wald und jede Stadt zu kämpfen. Dabei wurde auch schwer um Siegen gekämpft. Am 7. April klarte der Himmel auf und die taktischen Luftkommandos IX und XXIX begannen, die verbliebenen deutschen Verteidiger unter Beschuss zu nehmen. Letztlich war bis zum 11. April die deutsche Kampfkraft so weit geschwächt, dass sie nur noch Straßensperren und bebaute Gebiete entlang der Hauptstraßen verteidigten.

#### Lage vor der Teilung des Kessels
In der Vorbereitung und den ersten Tagen des Kessels ergaben sich teils skurrile Situationen. Durch die Lage an den Kanälen bzw. der Emscher gab es bei einigen Städten, die schon unter amerikanischer Verwaltung standen, während in den südlichen Teilen noch tagelang das NS-Regime wirkte. So rückten die US-Truppen am Gründonnerstag und Karfreitag, 29. März und 30. März, begleitet von Artillerie-Beschuss in den Norden von Gelsenkirchen ein. Sie erreichten in den Abendstunden des Karfreitags Buer-Mitte und Horst sowie am Karsamstag Erle, Resse und den Rhein-Herne-Kanal. Da die Wehrmacht am 28. März die Brücken über Rhein-Herne-Kanal und Emscher gesprengt hatten, wurde das südliche Stadtgebiet Gelsenkirchens erst am 10. April 1945 besetzt, als Einheiten der US-Armee ohne Gegenwehr einrückten und die oberste Gewalt im Stadtgebiet übernahmen.
Am 11. April war der Kessel nur noch halb so groß wie am 1. April.

### Teilung des Kessels ab dem 12. April 1945
Am 12. April begann eine Operation zur Teilung des Kampfgebiets: Von Süden her stieß eine Task Force der „Black Hawks“ genannten 86. US-Infanteriedivision in einer schnellen Operation durch das gebirgige Sauerland über die Flusstäler von Volme und Lenne in Richtung Hagen zur Ruhr vor, sodass der Kessel am 14. April 1945 (andere Quellen nennen den 15. April) in zwei Teile gespalten wurde. Stellenweise kapitulierten bereits deutsche Truppen, oft auf Drängen der örtlichen Zivilbevölkerung.

#### Östlicher Kessel

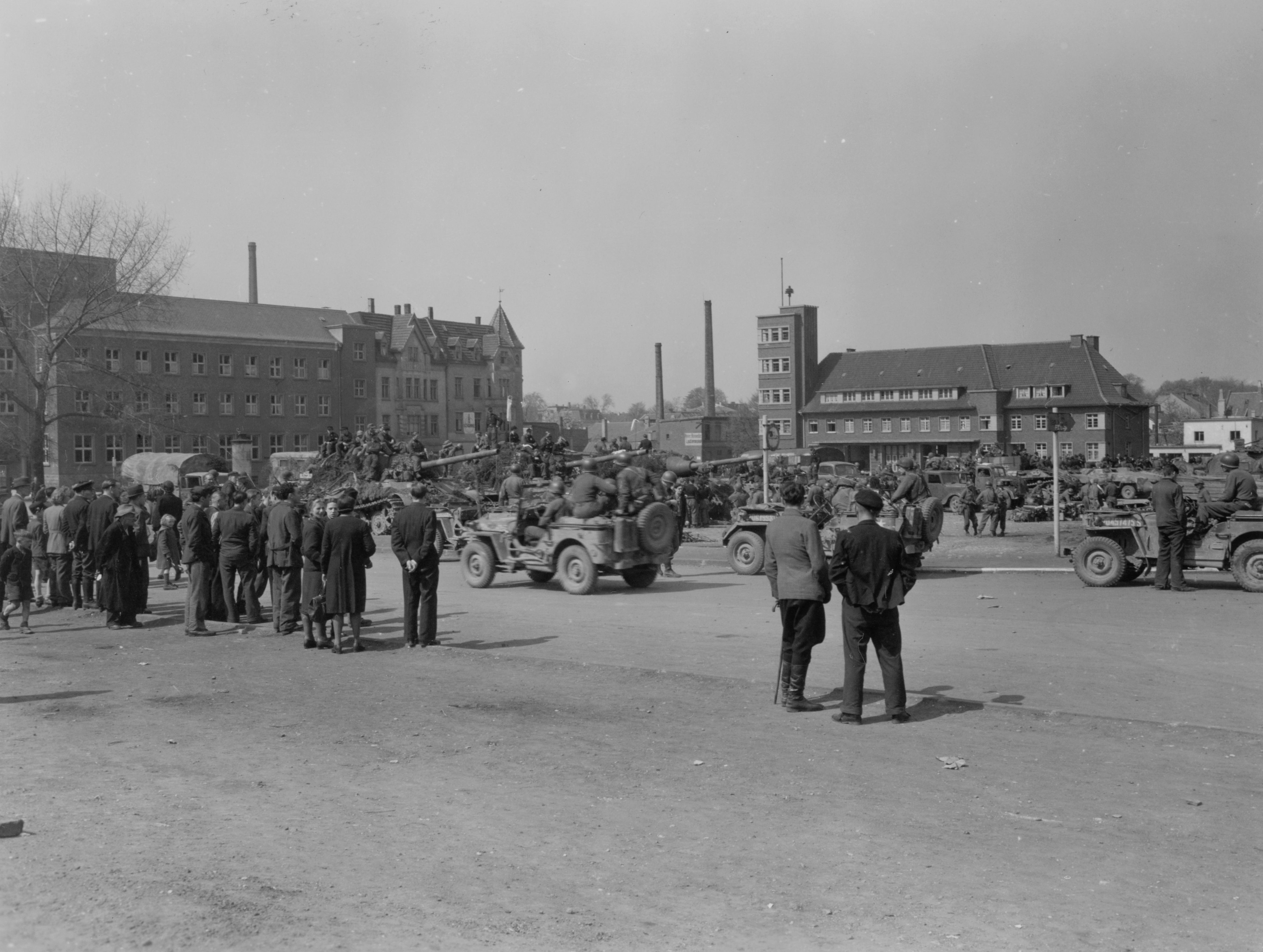
Kapitulation der Schweren Panzerjäger-Abteilung 512 in Iserlohn, 16. April 1945

Im Raum Iserlohn und Menden kapitulierten am 15. April das 13. Armeekorps unter dem Kommando des Generalleutnant Fritz Bayerlein vor der 7th Armored Division. Neben vielen diversen kleinen Einheiten ergaben sich die 116. Panzerdivision „Windhund“, die 180. Infanteriedivision, die 190. Infanteriedivision und Reste der 9. Panzerdivision. Neben Bayerlein ergaben sich drei weitere Generaloffiziere: Hammer, Klosterkemper und von Waldenburg, außerdem Oberst Zollernkopf. Innerhalb kürzester Zeit nahm die 7th Division mehr als 20.000 Kriegsgefangene.
Auf dem Marktplatz in Iserlohn traten die Reste der Truppen an, um sich bedingungslos zu ergeben und in die Kriegsgefangenschaft zu gehen. Obwohl dies ein sensationelles Ende war, wurde die Nachricht zuerst nicht veröffentlicht, um den Angehörigen der Soldaten die praktizierte Sippenhaft des NS-Regimes zu ersparen. Eine offizielle Kapitulation einer ganzen Einheit, wie sie sich hier vollzog, blieb jedoch die Ausnahme. In einigen Städten, z. B. Hohenlimburg und Hagen, wurde jedoch stellenweise noch bis zum 17. April gekämpft. Am 17. April brach die deutsche Verteidigung im östlichen Teil des Ruhrkessels zusammen. Hunderttausende deutsche Soldaten und Angehörige des Volkssturms gingen in die Kriegsgefangenschaft.
In Teilen des östlichen Kessels hielten sich die deutschen Truppen noch einige Zeit. Das lag nicht zuletzt an dem Gauleiter Hoffmann, dessen Befehlsstelle seit dem 10. April für einige Zeit auf dem Harkortberg in Wetter lag. Er hatte eine Anzahl von Sprengungen von Brücken befohlen. Darunter waren am 13. April auch die beiden großen Straßenbrücken über den Hengsteysee und an der Hohensyburg von Hagen nach Dortmund. Er setzte auf weiteren Kampf und ließ hart gegen Deserteure vorgehen. Über eine „Sonderanordnung“ wies er an, dass gegen die aus den Kampfgebieten zurückströmenden Soldaten, die nach Hoffmanns Auffassung allesamt den Krieg für verloren hielten und sich in defätistischen Äußerungen ergehen würden, durch eigene Kontrollposten sowie mit einem „rücksichtslosen“ Waffengebrauch vorgegangen werden sollte. Ein „besonderes Eingreifkommando“ konnte bei Bedarf zusätzlich von der Befehlsstelle Wetter-Harkortberg angefordert werden.

##### Einnahme von Hohenlimburg
Eine beispielhafte Szene einer nicht kompletten Kapitulation zeigte sich in der Kleinstadt Hohenlimburg. Die große Lennebrücke und die Eisenbahnbrücke in Oege wurden am 14. April 1945 von deutschen Pionieren gesprengt. Am Südrand des Ruhrgebiets gelegen, überlebte die vor dem Krieg rund 12.000, nun aber durch Evakuierte etwa 35.000 Einwohner zählende Stadt den Bombenkrieg ohne nennenswerte Schäden. Bereits am nächsten Tag hatten US-Truppen einen Großteil des Stadtgebiets besetzt. Der seit 1937 amtierende nationalsozialistische Bürgermeister Friedrich Pott, einem „Alten Kämpfer“ und SA-Führer, begann mit dem amerikanischen Regimentskommandeur zu verhandeln. Allerdings wurde die Stadt von einer mit SS-Soldaten besetzte Geschützbatterie von einem Bergplateau beschossen. Sie zielten mitten in die Innenstadt, wohl wissend, dass sich dort nicht nur US-Soldaten aufhielten, sondern auch „Volksgenossen“. Die amerikanische Artillerie erwiderte den Beschuss. Deutsches Geschützfeuer aus Richtung der Kreisstadt Iserlohn kam hinzu. Der amerikanische Offizier sprach nun eine deutliche Drohung aus: Hohenlimburg sollte in Schutt und Asche bombardiert werden, falls der Widerstand nicht beendet würde. Doch auch am 16. April 1945 lag die Kleinstadt und ihre Umgebung unter ständigem deutschen und amerikanischen Artilleriebeschuss, der eine Anzahl von Zivilisten und Soldaten tötete. Nachdem der Bürgermeister sich und seine dreiköpfige Familie am Vortag umgebracht hatte, ergriffen jetzt drei Geistliche die Initiative. Nach Kontaktaufnahme mit dem amerikanischen Kommandeur, der zunächst noch auf sofortiger Übergabe bestand und erneut ein vernichtendes Bombardement androhte, rückten am 16. April 1945 schließlich US-amerikanische Panzerverbände in die Stadt ein. Am Abend war für die Bevölkerung Hohenlimburgs der Krieg vorbei.

##### Weitere Ereignisse

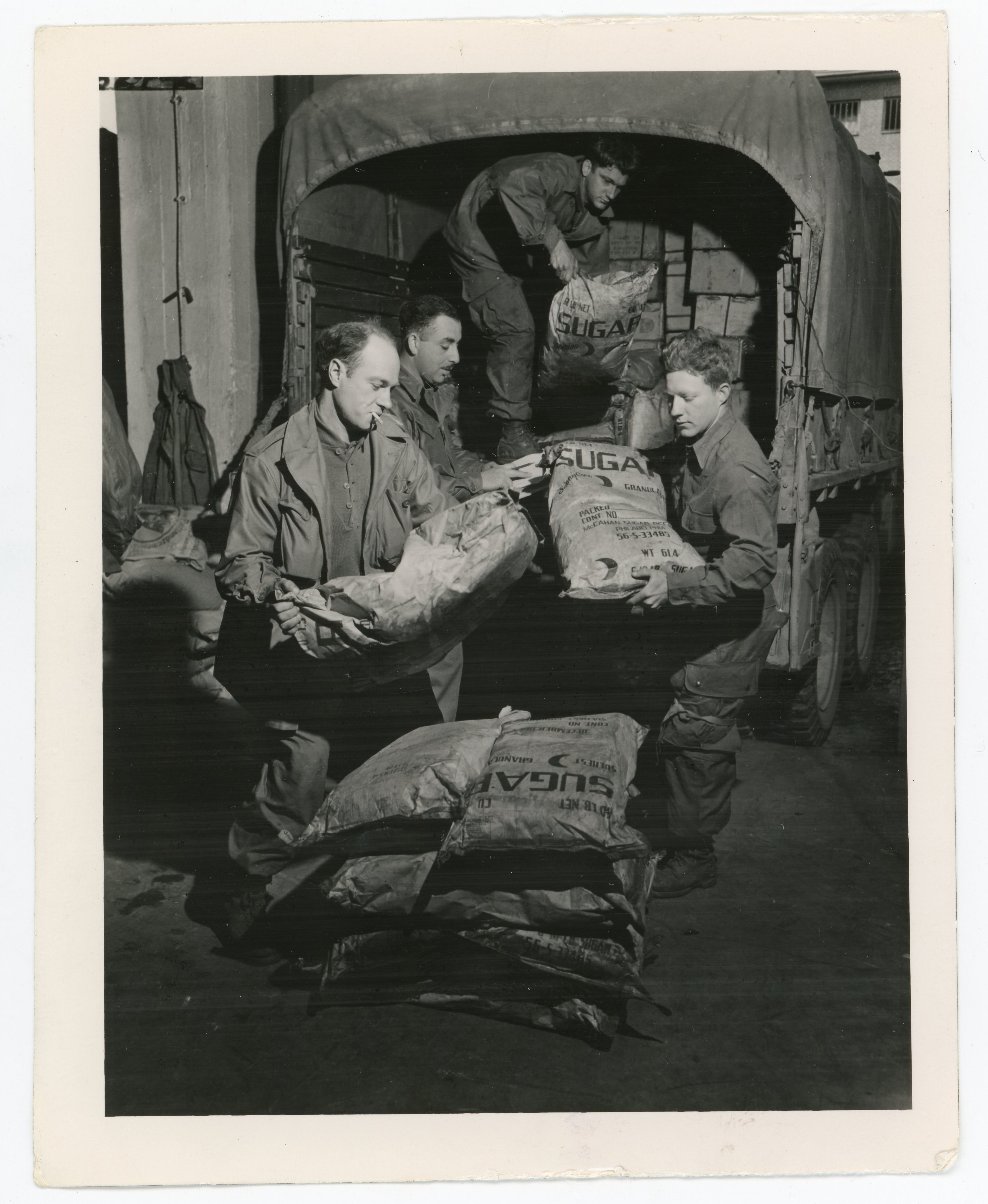
Überprüfung von Rationen für die Einheiten, die den Ruhrkessel abgeriegelt haben, 22. April 1945

Ein Problem für die US-Truppen war auch die Versorgung der befreiten Zwangsarbeiter. Am 13. April erreichte die amerikanische Armee Deilinghofen bei Hemer. Die deutschen Befehlshaber in Hemer nahmen daraufhin Gespräche mit den US-amerikanischen Kommandanten auf, sodass die Stadt am 14. April 1945 friedlich übernommen wurde. Im Stalag VI A waren zu diesem Zeitpunkt rund 23.000 Gefangene, zum Großteil sowjetische Soldaten, darunter 9.000 Erkrankte, untergebracht.
Der im südöstlichen Raum um Schmallenberg befehlsführende General der Infanterie Joachim von Kortzfleisch fiel am 20. April in Wulwesort.

#### Westlicher Kessel
Der westliche Teilkessel ist größtenteils relativ einfach in die Hände der US-Truppen gefallen. Es fehlte als letzte große Stadt nur noch Düsseldorf. Aber es gab auch Kämpfe, vor allem im Bergischen Land, so am 15. und 16. April bei Haan und Erkrath, bei denen es zu Toten kam. Selbst in den letzten Tagen des Krieges war die Besetzung deutscher Städte für die US-Army keineswegs ungefährlich. Auch am 15. April trafen die ersten Soldaten bei Burg an der Wupper ein. Der Kommandeur der deutschen Truppen in Unterburg ließ zwei Brücken über die Wupper sprengen. Am 17. April marschierten die US-amerikanischen Truppen kampflos in Solingen ein. Die restlichen Truppen gaben, soweit die Städte bisher nicht von den Alliierten erobert wurden, ab dem 17. April den Widerstand auf. Bei dem Vormarsch auf Ratingen trafen an diesem Tag die amerikanischen Truppen im Schwarzbachtal auf dem Models Stab der Heeresgruppe B. Sie ließen sich widerstandslos gefangen nehmen.

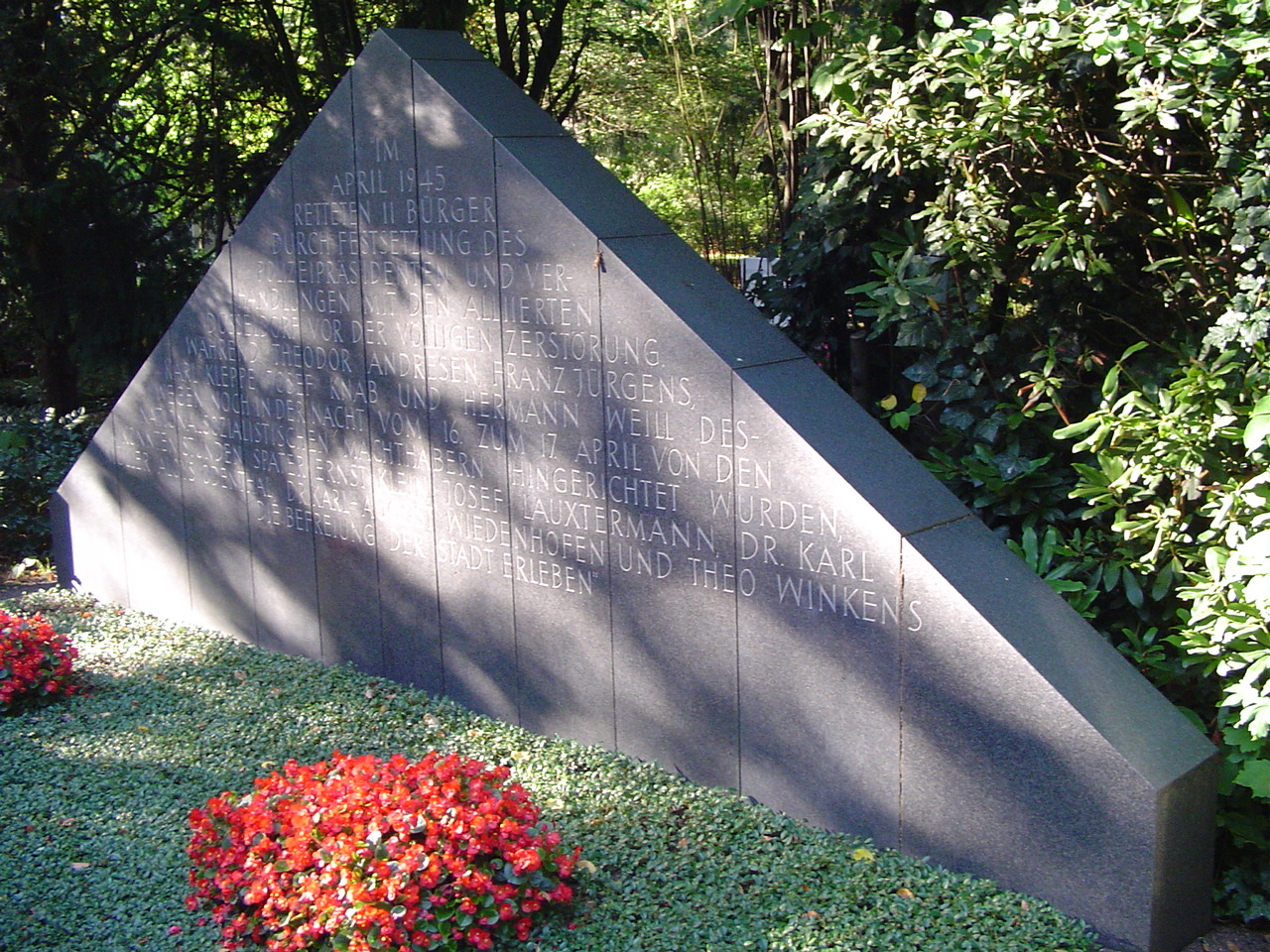
Ehrenmal der Aktion Rheinland auf dem Nordfriedhof Düsseldorf

Zuvor konnte eine Gruppe um Aloys Odenthal am 16. April in Düsseldorf den Polizeipräsidenten festnehmen und mit US-Truppen Verbindung aufnehmen. SS-Einheiten und Gauleiter Friedrich Karl Florian schlugen diese Aktion bürgerlichen Widerstands, genannt Aktion Rheinland, jedoch blutig nieder; noch in der Nacht vor dem Einmarsch der US-Truppen wurde eine Anzahl Beteiligter nach Standgerichten erschossen.
Am 19. April meldete das Oberkommando der Wehrmacht (OKW):

„Der Kampf zwischen Ruhr und Rhein ist beendet. Im wochenlangen schweren Ringen haben Truppen aller Waffengattungen unter dem Oberbefehl des Generalfeldmarschalls Model überlegene Kräfte von zwei amerikanischen Armeen gebunden und ihren in vorbildlicher Pflichterfüllung bis zum letzten Atemzug Widerstand geleistet.“

In Teilen des Bergischen Land und bei Düsseldorf und Duisburg wurde noch bis zum 21. April Widerstand geleistet. Um einer formellen Kapitulation zu entgehen, stellte Generalfeldmarschall Model den deutschen Soldaten Entlassungspapiere aus.

### Besatzungstruppen
Nach dem Ende der jeweiligen Kämpfe behielten die 17th Airborne Division und 95th Infantry Division ihre Position bis Kriegsende inne und übernahmen Besatzungsaufgaben im Deutschen Reich. Für sie endeten die Kampfhandlungen in Europa. Zu den Besatzungstruppen kamen auch noch Einheiten der Fifteenth United States Army dazu. Nach Ende des Zweiten Weltkrieges lösten britische Truppen die Amerikaner im Juni 1945 ab, da die Region von Westfalen und das nördliche Rheinland nun zur britischen Besatzungszone gehörten.

### Verhalten von verbliebenen Befehlshabern des NS-Staats
Auch wenn einzelne Kommandeure, wie im Raum Iserlohn, den sinnlosen Kampf gegen die US-Truppen einstellten, wurden dem Glauben an den Nationalsozialismus und dem Fanatismus in den vorausgegangenen Wochen noch Tausende von Soldaten und Zivilisten geopfert. Die Gauleiter und die Amtsträger der NSDAP haben von Anfang des Jahres 1945 bis zuletzt den „Endsieg“  gepredigt. Noch zu Beginn des Monats April 1945 hatte der Gauleiter Hoffmann, auf einem Flugblatt unter dem Titel »Wir wissen mehr, als der Gegner weiß« von seinem Propagandastab bar jeder Logik verbreiten lassen, dass die Einkesselung des Ruhrgebiets in Wahrheit ein großer Abwehrerfolg der deutschen Verteidigung gewesen und von der „Führung“ im Vorfeld eingeplant worden sei. Es wurde den Kampf „bis zur letzten Patrone“ propagierten und Deserteure hart bestraften.
Das Verhalten der Befehlshaber gegen Ende der Kesselschlacht war aber nicht ihren Worten entsprechend. Generalfeldmarschall Model, der bis zuletzt den Befehlen Adolf Hitlers folgte, entzog sich am selben Tag in einem Ratinger Waldgebiet südlich von Duisburg durch Selbstmord seiner Gefangennahme und Verantwortung. Ein vorheriges Angebot zur Kapitulation lehnte er ab. Albert Hoffmann, Gauleiter Westfalen-Süd, tauchte Mitte / Ende April in Zivilkleidung bis zu seiner Verhaftung im Oktober 1945 unter. Alfred Meyer, Teilnehmer der Wannseekonferenz, dessen Gau Westfalen-Nord schon am Anfang des Kessels von den Alliierten besetzt war, beging am 11. April 1945 wahrscheinlich Suizid. Unmittelbar vor dem Einmarsch von US-amerikanischen Truppen in Essen tauchte der stellvertretende Gauleiter von Essen, Fritz Schleßmann, gemeinsam mit seiner Geliebten in einer großzügig verproviantierten Mietwohnung in Essen-Steele unter. Schleßmann wurde bereits am 15. April 1945 „enttarnt“ und von amerikanischen Soldaten verhaftet. Auch ergriffen Funktionäre auf der kommunalen Ebene die Flucht. So ließen sich die hohen NS-Funktionäre von Bochum, darunter der Oberbürgermeister Hesseldieck, kurz vor dem Einmarsch in das noch sichere Sauerland „abkommandieren“, und überließen die Stadt den untergeordneten Mitarbeitern.  Am 9. April 1945 verließ Kreisleiter Walter Borlinghaus die Stadt Dortmund zusammen mit Mitarbeitern der Kreisleitung „fluchtartig bei Nacht und Nebel“. Am 14. April 1945, kurz vor Kriegsende, erschoss er sich in Iserlohn.
Spätere Berichte, in denen ehemalige Funktionäre oder Militärs sich einen Verdienst in der kampflosen Übergabe der Orte zuschreiben, sind wohl eher auf die Übermacht der Alliierten, als auf ein Vernunftsdenken zurückzuführen. Mit einer solchen Legende wollte man sich bei den Entnazifizierungen in einem günstigen Licht stellen.

## Fazit und heutige Rezeption

Deutsche Kriegsgefangene der amerikanischen Fallschirmtruppen an der Ruhr.

Durch die überraschende Möglichkeit, das Ruhrgebiet und die umliegenden Regionen mit den dortigen Einheiten einzukesseln, war der Wehrmacht die letzten operativen Möglichkeiten beraubt. Die Alliierten Verbände konnten weiter ziehen, für die Westmächte war es der letzte große Kampf auf europäischem Boden. Bei der Auflösung des Kessels hatte der von den Alliierten befürchtete Straßen- und Häuserkampf nicht stattgefunden. Die Eroberung von Südwestfalen und Ruhrgebiet erwies sich als ein „Mopping up the Ruhr“ – als „Aufwischen“.
Die amerikanische Seite sah es als einen großen Erfolg an, insbesondere die Führungsschichten des Militärs sahen mit dem Sieg das Rückgrat der Wehrmacht gebrochen und dadurch den Krieg gewonnen. Diese Bedeutungszuschreibung, gerade in den 1950er Jahren, erfolge auch als Legitimation, dass man nicht weiter nach Berlin gezogen ist und quasi der Sowjetarmee die Eroberung überlassen hat. Der Oberbefehlshaber General Dwight D. Eisenhower betonte dies auch in seinen persönlichen Kriegserinnerungen. So gab er an, dass man mit 150.000 Soldaten gerechnet hatte, aber über 325.000 Soldaten gefangen nahm, darunter 30 Generäle und eine große Menge Kriegsmaterial. Im Vergleich zu anderen Schlachten, wie z. B. die Landung in der Normandie, waren es später aber hauptsächlich persönliche Erinnerungen, die erzählt wurden, und durch die weniger werden Veteranen in der Erinnerung weiter verblassten. Auch gibt es wenige Darstellungen dieser, einfachen, Schlacht in Filmen in Gegensatz zu anderen Unternehmungen. So werden in filmischen Darstellungen von Einheiten (The Big Red One, Band of Brothers), die an der Einkesselung beteiligt waren, auf die Ereignisse nicht eingegangen.
Da britische Truppen nur am Rande an den Kampfhandlungen beteiligt waren, war schon während des Krieges der Schlacht viel weniger Aufmerksamkeit zuteilgeworden. Sie wurde sogar als Fehler angesehen. Anstatt den Kessel „auszuhungern“, wurden Truppen gebunden, die auch nach der Ansicht von Field Marshal Montgomery dringend für eine einheitliche Front in Richtung Berlin nötig gewesen wären. In der neueren historischen Bewertung wird, gerade von dem Militärhistoriker und Veteran Charles Whiting, die These aufgestellt, nach der das Ruhrgebiet für die Rüstungsproduktion, gerade in den letzten Kriegsmonaten, überschätzt war.
Die Region selbst hatte stark zu leiden gehabt. Durch den jahrelangen Luftkrieg waren Bauten und Infrastruktur schon schwerbeschädigt, das einleitende Bombardement und der Einmarsch führten zu einer fast völligen Zerstörung der industriellen und städtischen Kerne im Rheinland und in Westfalen. Der Zweite Weltkrieg endete auf dem Kriegsschauplatz in Rheinland und Westfalen gut drei Wochen eher, bevor das Deutsche Reich am 7. und 9. Mai kapitulierte.

## Kriegsendphaseverbrechen vor und während des Kessels
Da die Front immer näher rückte, wurden bereits ab Februar 1945 und während der Kämpfe im Ruhrkessel an vielen Orten Hunderte ausländische Zwangsarbeiter, deutsche Regimegegner, Deserteure und Justizgefangene von der Gestapo, Angehörigen der Waffen-SS und Soldaten der Wehrmacht ermordet. Man „leerte“ die Gefängnisse und Lager, sicher auch um Zeugen oder noch schnell politische Gegner endgültig zu beseitigen.
Viele ausländische Arbeitskräfte, zum Teil zum Schanzeinsatz eingeteilt waren, irrten auch in den zerstörten Städten umher. Am 11. März 1945 hatte der Amtsleiter des Gaustabs der Gauleitung Westfalen-Süd, Oberbereichsleiter Hans Strube, eine Anordnung an die Kreisleiter herausgegeben, wonach „flüchtige“ ausländische Arbeiter und andere Arbeitskräfte „ohne Marschbefehl oder Begleitkommando“ nach ihrer Ergreifung sofort der jeweiligen Kreiskommission für den „Totalen“ Kriegseinsatz zu übergeben sowie bei der Gestapo anzuzeigen seien. Weiter heißt es, dass die „Arbeitsdisziplin dieser Männer und Frauen gegebenenfalls durch abschreckende Beispiele zu erhalten“ sei, was zweifellos als Umschreibung für eine Exekution dieser Personen zu verstehen sein dürfte.

Über diese Kriegsendphasenverbrechen der Gestapo waren Generalfeldmarschall Model und der Reichsverteidigungskommissar Albert Hoffmann informiert. Hoffmann hatte selbst etliche angeordnet. So erteilte Hoffmann Ende März den Befehl, die sich in Dortmund aufhaltenden ca. 30.000 Zwangsarbeiter und Kriegsgefangenen auf den untersten Grubensohlen in über 1000 Meter Tiefe der Zechen Gottessegen und Hansemann unterzubringen und dort einzumauern. Dies wurde aber nicht ausgeführt, wäre aber ansonsten von den Opferzahlen eines der größten singulären Kriegsverbrechen gewesen. Am 7. April hatte Model einen Befehl herausgegeben, der Häftlinge in Strafanstalten und in Untersuchungsgefängnissen zur „Überprüfung“ der Gestapo überantwortete, welches ein eindeutiges Todesurteil bedeutete. Dieser Befehl hatte die Massenerschießung von Kriegsgefangenen, Zwangsarbeitern, politischen Häftlingen und weiteren Inhaftierten zur Folge. Ablauf und Muster dieser Mordaktionen entsprachen der Praxis der zwischen 1939 und 1944 in Ost- und Südosteuropa tätigen Einsatzkommandos von Gestapo, Sicherheitsdienst und Polizei.

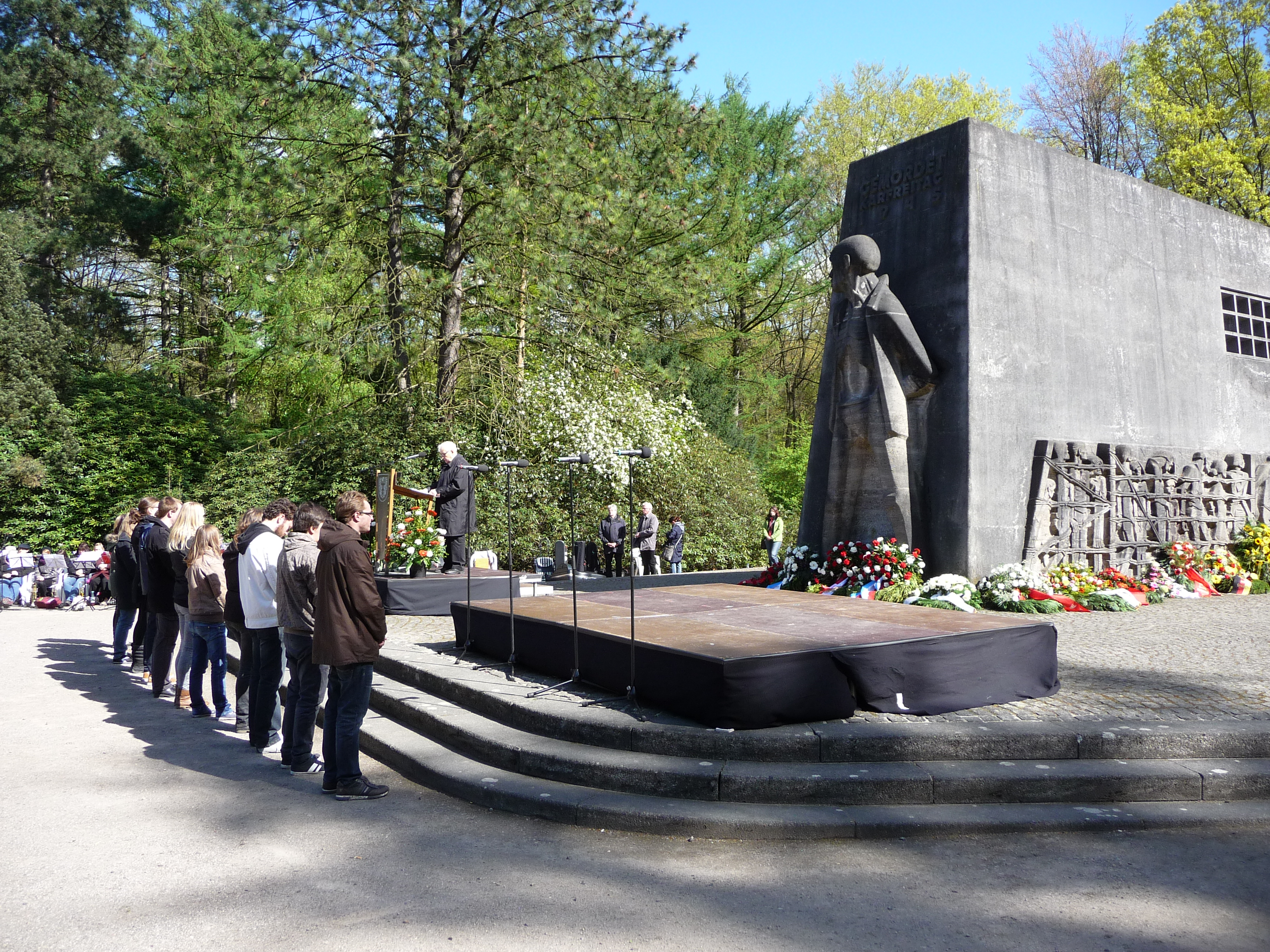
Gedenkfeier am Mahnmal Bittermark, 2014

Kriegsverbrechen gab es unter anderem in folgenden Städten:
- In Bochum wurden vom 5. bis zum 8. April unter anderem Häftlinge aus dem Polizeigefängnis und der Gestapo-Zentrale erschossen und im Stadtpark verscharrt. Unter den Toten war auch der frühere KPD-Landtagsabgeordnete Straube und der Sozialdemokrat Hüser.[38][39] Es wurden auch in „Ausführung“ des „Fliegerbefehls“ unter anderem am 24. März 1945 vier britische Flieger gelyncht.[4]
- In Dortmund fanden im März und April rund 300 Exekutionen im Rombergpark und in der Bittermark statt (Mahnmal Bittermark),[4] darunter auch viele Gegner des NS-Staates wie KPD- und SPD-Politiker.[8]
- Mitglieder der oben genannten Aktion Rheinland wurden in Düsseldorf erschossen (siehe oben).
- Ein Angehöriger des Freikorps Sauerland erschoss am Ostersonntag 1945 acht Zwangsarbeiter in Erwitte.[40]
- In Hagen waren es mindestens 50 Personen, die zum Teil noch wenige Stunden vor dem alliierten Einmarsch in die Stadt erschossen wurden.[11]
- Kurz vor dem Kesselschluss wurden am Karfreitag in Lippstadt sechs Arbeiter und sieben französische Zwangsarbeiter ermordet.[40]
- Neben anderen Exekutionen im Februar wurden in Lüdenscheid am 9. April 1945, kurz von dem Einmarsch der Amerikaner noch die drei Soldaten, Alex Kamp, Fritz Gass, Heini Wiegmann, denen Fahnenflucht vorgeworfen wurde, erschossen. Der Gegner des NS-Regimes, Hermann Massalsky wurde ebenfalls ermordet.
- Am 29. März 1945 wurden in Meinerzhagen acht Mitglieder der Meinerzhagener antifaschistischen Widerstandsgruppe verhaftet und später in Dortmund ermordet.
- Elf Personen wurden am 6. April 1945 im Kalkumer Wald bei Ratingen von Düsseldorfer Gestapobeamten erschossen. Die Opfer, zehn Männer und eine Frau, stammten – soweit bekannt – aus der Sowjetunion und den Niederlanden.[20]
- Noch am 13. April 1945 wurden in Solingen-Ohligs zumeist politische Gegner des NS-Regimes, insgesamt rund 70 Personen, von der Gestapo ermordet.[11]
- In Sprockhöveler Waldgebiet Hilgenpütt wurden zwei Tage vor Einmarsch der Amerikaner in einem heute zugeschütteten Steinbruch zwei bislang unbekannte fahnenflüchtige deutsche Soldaten von der Feldgendarmerie erschossen und liegengelassen.[41]
- Ein SS-Kommando ermordete bei Warstein mindestens 71 Zwangsarbeiter.[11][40]

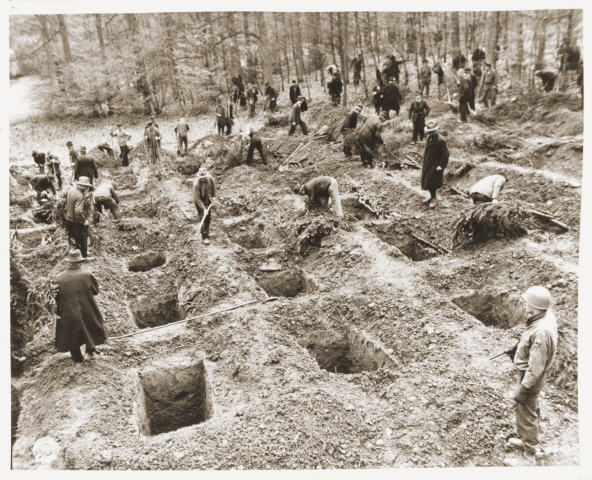
Überwachung der Umbettung von Opfern in Suttrop durch US-Soldaten, Mai 1945

Nach dem Einmarsch der Amerikaner wurden auch Verbrechen an Zwangsarbeitern, die schon vor dem Schließen des Ruhrkessels im Februar und März begangen wurden, aufgedeckt. Dabei wurde öfter die Zivilbevölkerung zur Exhumierung der Opfer herangezogen (Essener Montagsloch, Massaker im Arnsberger Wald, NS-Morde im Burgholz bei Wuppertal). Auch bekamen die lokalen US-Truppen die Situation der Zwangsarbeiter mit. Beim Ruhrkessel wurden auch große Zwangsarbeiterlager, wie zum Beispiel das Stalag VI A in Hemer, befreit. Dort waren neben den 23.000 schlecht behandelten Gefangenen auch auf den zwei Kriegsgefangenenfriedhöfen ungefähr 23.500 Opfer beerdigt.

## Verluste

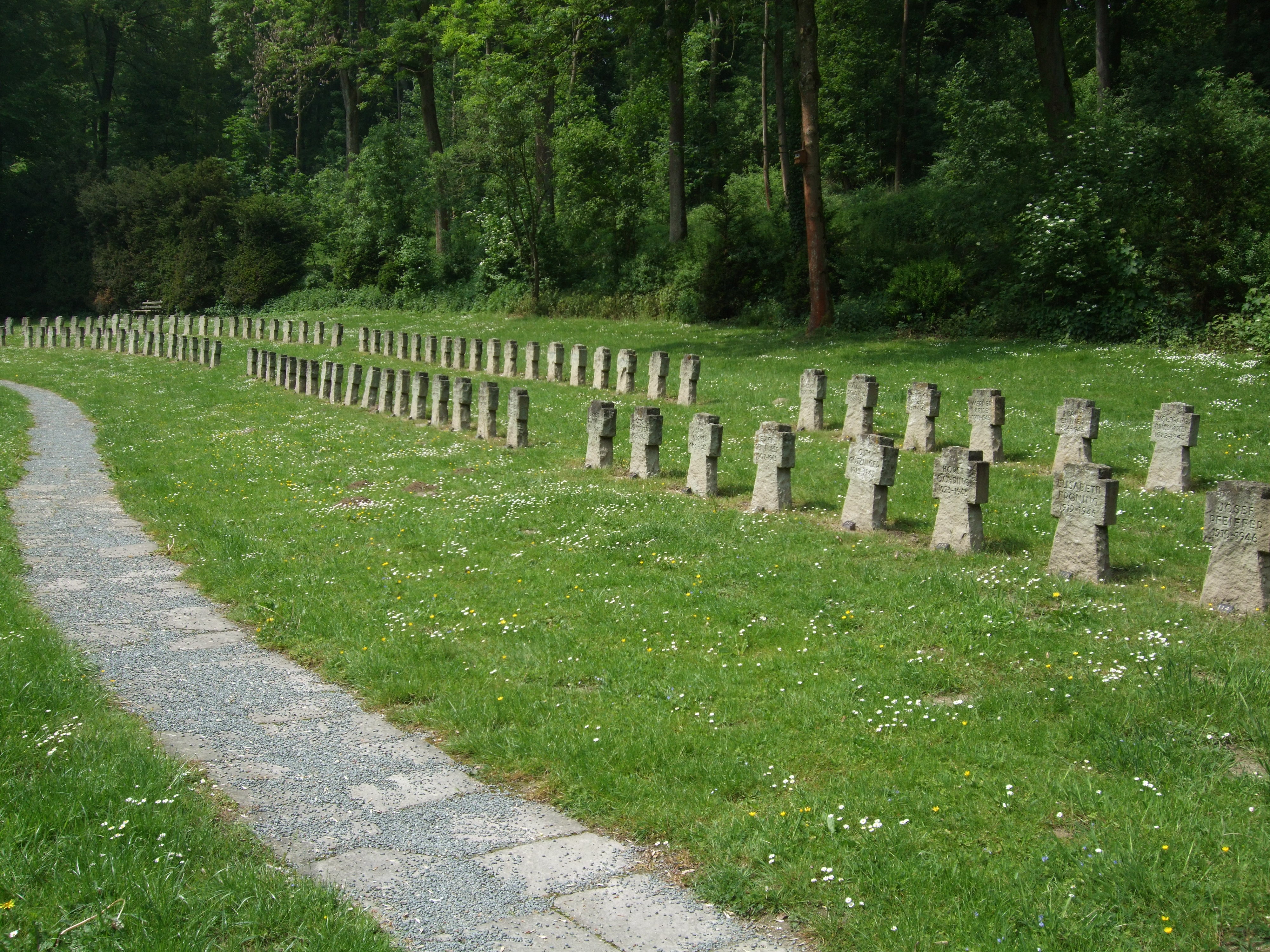
Soldatenfriedhof Böddeken bei Paderborn

### Gefallene
Die US-amerikanischen Verluste bei der Eroberung des Ruhrkessels betrugen rund 1.500 Gefallene. Da US-Soldaten außerhalb des Feindeslands beerdigt werden, wurden sie nicht an der Ruhr, sondern auf ausländischen Friedhöfen beigesetzt, so auf dem Netherlands American Cemetery and Memorial bei Maastricht in den Niederlanden.
Etwa 10.000 deutsche Soldaten, Angehörige des Volkssturms und der Waffen-SS sowie Zivilisten, Kriegsgefangene und Zwangsarbeiter kamen bei den Kämpfen ab Ende März 1945 ums Leben. Die genauen Zahlen sind aber nicht bekannt.
Größere Begräbnisstätten gibt es auf dem Soldatenfriedhof Böddeken mit über 450 Gräbern in der Nähe von Paderborn, auf dem Südwestfriedhof Essen oder dem Ehrenfriedhof Eversberg bei Meschede.

### Gefangene
Über 300.000 Soldaten hatten sich ergeben, das Doppelte der Schätzung des US-Geheimdienstes. Dies war eine der größten Massenkapitulationen des Krieges und markierte das Ende des organisierten militärischen Widerstands im Westen Deutschlands. Bei der Versorgung war ein Hauptproblem, dass die Städte eine einzige Trümmerlandschaft waren, die einheimische Bevölkerung kaum ernährt werden konnte und dazu noch befreite alliierte Kriegsgefangene und Zwangsarbeiter versorgt werden mussten.

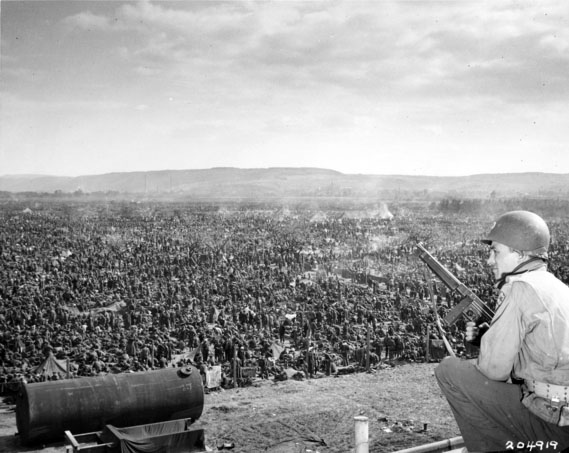
Ein GI bewacht bei Remagen am 25. April 1945 deutsche Gefangene aus dem Ruhrgebiet

Daher wurden die Soldaten in die Rheinwiesenlager verbracht, wie die im April 1945 eingerichteten Kriegsgefangenenlager Büderich und Rheinberg. Die Lage auf der linken Rheinseite sollte eine Flucht verhindern. In diesen Lagern lebten die Gefangenen unter freiem Himmel auf Feldern, die mit Stacheldraht umzäunt waren. Bei der Schnelle des Vormarschs gingen Amerikaner auch undifferenziert vor, mit den Soldaten wurden auch etliche Uniformträger ziviler Behörden interniert, wie Bahnbedienstete und Postboten. Auch wurden in den besetzten Städten einige Beamte für einige Zeit, teils ohne Gründe oder aufgrund von Verwechselungen, interniert, so z. B. der Bochumer Bürgermeister Geyer. Ab dem 4. Mai 1945 wurden die Soldaten als Disarmed Enemy Forces geführt. Die Masse der Disarmed Enemy Forces wurde schon bald entlassen, vor allem die Angehörigen des Volkssturms und der Hitler-Jugend sowie Verwundete und Kranke.
Nach Ende des Zweiten Weltkrieges lösten britische Truppen die Amerikaner im Juni 1945 ab, da die Region von Westfalen und das nördliche Rheinland nun zur britischen Besatzungszone gehörten. Auch die Gefangenenlager in den Rheinwiesen der britischen Zone wurden ihrem Kommando unterstellt. Damit besserte sich auch die Situation der Gefangenen bezüglich der Infrastruktur. Der neue Kommandant, der britische Colonel Tom Durrant, ordnete schon kurz nach der Übernahme die Entlassung zu Unrecht in Kriegsgefangenschaft geratener Personen, von denen keine Gefahr ausging, an. Frauen, Jugendliche und sehr alte Gefangene sowie „uniformierte Zivilisten“ entließ man innerhalb der ersten Woche. Das Lager Büderich wurde am 15. Juni aufgelöst und die restlichen Gefangenen in einem Fußmarsch in das Lager Rheinberg umquartiert. Die Rheinwiesenlager bestanden bis zum September 1945.

## Weitere Informationen, Nachwirkungen

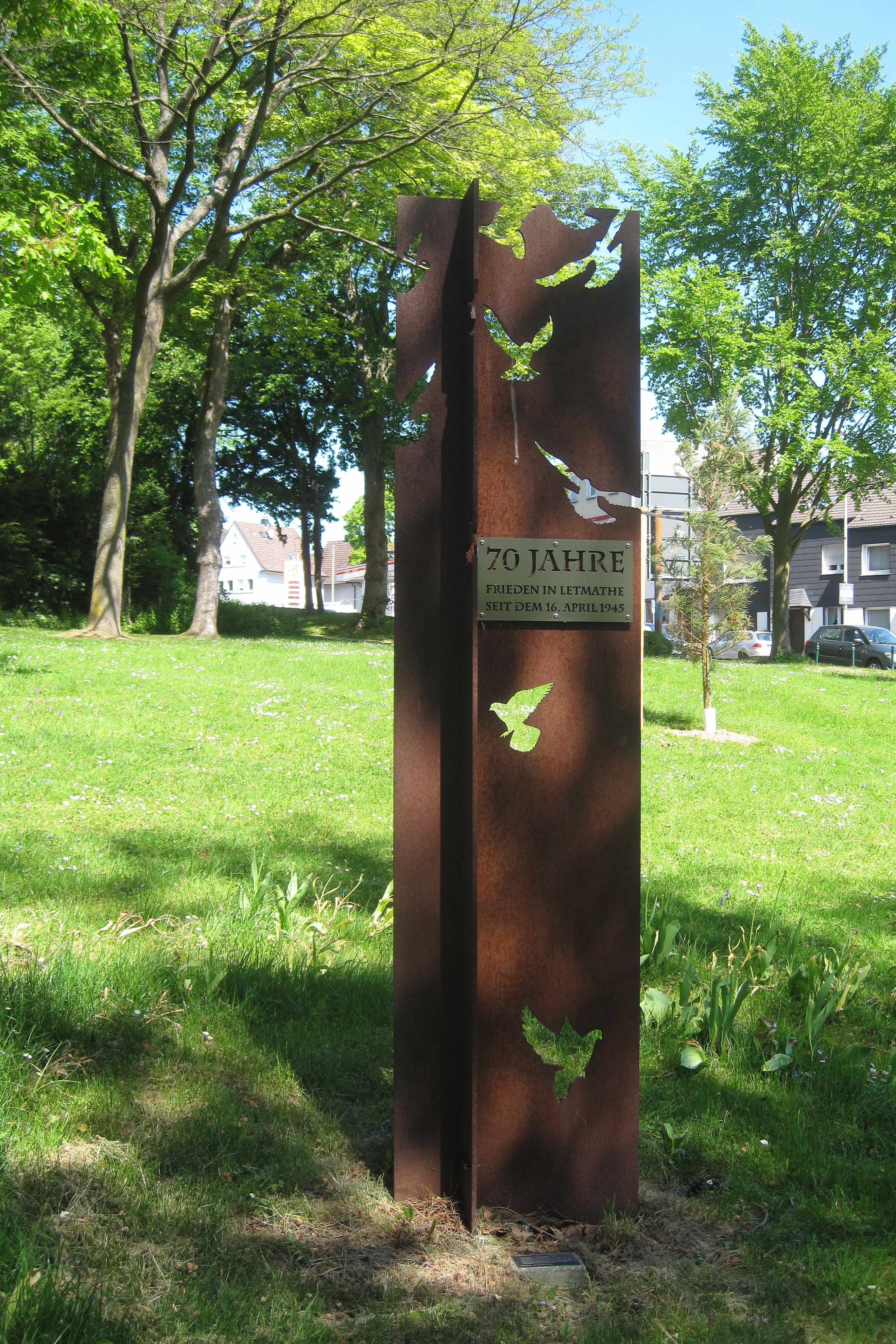
Friedensstele in Letmathe

- In Iserlohn-Letmathe endete für die Stadt am 16. April 1945 mit der Kapitulation der dortigen deutschen Truppen der Krieg. Seit dem 30. Mai 2015 erinnert die Plastik Friedensstele 70 Jahre Frieden in Letmathe seit dem 16. April 1945 an das Ereignis. Dies dürfte ein seltenes Beispiel eines Denkmals oder Kunstwerks in Westdeutschland sein, welches an den Tag des Einmarsches erinnert.

- Mit Joe Ray Hastings,[45] Clinton M. Hendrick, George Peterson, Walter C. Wetzel und Walter J. Will fanden fünf US-Soldaten bei verschiedenen Kämpfen den Tod, die später mit der Medal of Honor geehrt wurden. Drei von ihnen ruhen ebenfalls auf dem Netherlands American Cemetery and Memorial.
- Am Rande der Schlacht wurde bei Siegen am 2. April 1945 von Einheiten des Monuments, Fine Arts, and Archives Section der Hainer Stollen entdeckt. Diese Abteilung der US Army war für den Schutz des Kunstguts während und nach dem Zweiten Weltkrieg zuständig. Die Entdeckung erfolgte durch die Soldaten Walker Hanckock und George Stout. Sie wurden im Jahr 2014 erschienenen Film Monuments Men – Ungewöhnliche Helden von John Goodmann und George Clooney fiktional dargestellt. Heute erinnerte eine Informationstafel an dieses Ereignis. Neben vielen hunderten Kunstschätzen waren hier auch Kunstwerke aus den Museen und Kirchen aus dem Ruhrkessel gefunden worden.[46]
- Ein weiterer der Monument Men, Walter J. Huchthausen, kam am selben Tag im nördlichen Ruhrgebiet, bei Essen, durch feindliches Feuer ums Leben.[47][48]
- Am 14. April besetzten Antifaschisten das Rathaus in Solingen-Wald und gründeten die Antifaschistische Volksfront Solingen unter Führung von Paul Kaiser und Willi Dickhut, die nach dem Einzug der 94. US-Infanterie-Division mit Polizeiaufgaben betraut wurde.
- Vielfach wurde die Besatzung von der einheimischen Bevölkerung nicht als Befreiung gesehen, sondern als Ende des Krieges und der Bombardierung hingenommen. Gerade in lokaler (Heimat-)Literatur aus den 1950er findet die Zeit nach dem Einmarsch, mit Gewaltaktionen der befreiten Zwangsarbeiter, als das schlimmste Übel der Zeit seit 1933 geschildert (siehe unten).

## Zeitdokumente

### Fliegerbefehl des Gauleiters Albert Hoffmann
„Sämtliche Jabo-Piloten, die abgeschossen werden, sind grundsätzlich der Volksempörung nicht zu entziehen. Ich erwarte von allen Dienststellen der Polizei, dass sie sich nicht als Beschützer dieser Gangstertypen zur Verfügung stellen. Behördliche Dienststellen, die dem gesunden Volksempfinden zuwiderhandeln, werden von mir zur Rechenschaft gezogen. Alle Polizei- und Gendarmerie-Beamten sind unverzüglich über diese meine Auffassung zu unterrichten.“

### Evakuierungs-Befehl von Fritz Schleßmann
„An die Bevölkerung der Kreise Duisburg, Oberhausen, Dinslaken und Rees!
Der Feind hat auf dem rechten Ufer des Niederrheins Brückenköpfe errichtet. Es muss damit gerechnet werden, dass er unter Einsatz seiner schweren Bomber und schwerster Artilleriewaffen, wenn auch nur vorübergehend, weiter vorrückt und in unsere Großstädte eindringt. Der Feind wird mit brutalster Härte wieder herausgehauen werden. Kein Mittel wird gescheut, unsere niederrheinische Heimat, unsere Städte an Ruhr und Niederrhein, wieder freizukämpfen. In diesem Kampfgebiet dürfen Frauen und Kinder nicht mehr sein. Verpflegung, Wohnung, Brot, Milch, Wasser, Licht usw. werden ausfallen. Lebensmöglichkeiten wird es nicht mehr geben.
Die totale Räumung ist daher zwingendes Gebot!
Männer der Versorgungsbetriebe, Bäcker, Metzger, Angehörige des Lebensmittelhandels, Ärzte, Angehörige der Wasser- und Energie- sowie der Kraftfahrzeugreparaturbetriebe, Kraftfahrer mit Fahrzeugen, die dem Fahrbereichsleiter unterstehen oder Rüstungsbetrieben angehören, ferner Männer, die zum Volkssturm einberufen, bei der Reichsbahnsoforthilfe eingesetzt sind, sowie die zum Befestigungsbau notdienstverpflichteten Männer bedürfen zunächst einer besonderen Aufforderung, das Gebiet zu verlassen. Beamte und Behördenangestellte erhalten besondere Weisungen ihrer Behördenleiter. Abwanderungen mit Kraftfahrzeugen bedürfen der besonderen Genehmigung des Fahrbereitschaftsleiters. Kraftfahrzeuge, die ohne Fahrbefehl angetroffen werden, werden beschlagnahmt. Väter und Mütter, packt sofort Eurer unentbehrliches Gepäck, nehmt Eure Kinder mit, verlasst Eure Wohnungen und begebt Euch in innerdeutschen Gauen solange in Sicherheit, bis unsere Heimat wieder frei ist! Eure Weiterleitung werden die Dienststellen der NSV übernehmen.“

### Alliiertes Flugblatt mit der Aufforderung zu kapitulieren
„Zwei Worte die 850 000 Leben retteten
„EI SÖRRENDER“ sagten allein im Westen 850 000 Deiner Kameraden, weil sie einsahen, dass ihre Lage hoffnungslos war.

„EI SÖRRENDER“ bedeutete für 850 000 Deiner Kameraden, dass sie aus der Hölle der Materialschlacht in Sicherheit gelangten.

„EI SÖRRENDER“ bedeutete für 850 000 Deiner Kameraden, dass sie die Heimat nach Kriegsende gesund und wohlbehalten wiedersehen.

Auch für Dich öffen ZWEI WORTE den Weg in die Heimat. Zwet Worte: „EI SÖRRENDER““

### Zeitungsartikel zum 10. Jahrestag des Einmarschs der US-amerikanischen Truppen
„Vor zehn Jahren: Amerikanische Panzer rollen durch Bochum

Am 10. April 1945 wurde unsere Stadt besetzt

(...)

161 590 Bochumer hatten ausgeharrt. Trotz Not und Tod. Trotz quälender Angst. Trotz alliierter Flugblätter, in denen das Revier zur Todeszone erklärt wurde. Trotz mehrfacher Aufrufe deutscher Stellen, die Stadt zu verlassen und sich auf dem flachen Land in Sicherheit zu bringen. Für 161 590 Bochumer war mit dem Einmarsch der Amerikaner der Krieg praktisch zu Ende. Für sie begann gleichzeitig eine neue Unglückszeit. Überfälle und Plünderungen durch Fremdarbeiter und freigelassene Kriegsgefangenen. Für 161 590 Bochumer begann auch eine Zeit stärkster Einschränkung der persönlichen Freiheit. Durch Verordnungen und Gesetze der ehemaligen britischen Militärregierung.

(...)

RAUB UND PLÜNDERUNG

Keineswegs vorbei sind alle Schrecken des Krieges. Freigelassene Kriegsgefangene, vor allem Russen und Polen und Fremdarbeiter entfesseln ein wildes Regiment. Die amerikanische Besatzung, mit der sie sich in ihrer Muttersprache unterhalten können, unternimmt nichts. Sie duldet Raub und Plünderung. Selbst bei tätlichen Angriffen auf Deutsche greift sie nur zögernd und so spät ein, daß in fast allen Fällen die Schuldigen schon über alle Berge sind. Die meisten Uebergriffe werden nachts begangen. Die Bochumer Bevölkerung ist in diesen Wochen – bis Ende Mai 1945 praktisch schutzlos. Nach 18 Uhr – vom 14. April an nach 20 Uhr – darf kein Deutscher auf die Straße. Bis morgens um 7 Uhr. Deshalb kann auch bei nächtlichen Ueberfällen keine Hilfe geholt werden.

Die britische Militär-Regierung, die seit dem 10. April im Amt ist und bereits am 11. April die Bildung eines Besatzungsamtes verfügt, ist zunächst gegenüber den Ausländern machtlos. Ihr untersteht zwar die Verwaltung, aber sie hat keinerlei Weisungsrecht an die amerikanischen Besatzungstruppen. Erst als die Amerikaner in der Zeit vom 2. bis 5. Juni abrücken, gibt es auch für die Bochumer wieder Ruhe und Sicherheit. Die Briten sorgen dafür, daß die Ausländer schnellstens abgeschoben werden.

(...)“

## Filme
- Originalsequenzen der Filme sind in den National Archives in Washington, D.C. frei erhältlich.
  - 97th Infantry Division in Siegburg, Germany – 10. April 1945 (NARA, 111-ADC-3942 online)
  - 97th Infantry Division at Siegburg, Germany – 10. April 1945 (NARA, 111-ADC-3950 online)
  - 7th Armored Division in Nordrhein-Westfalen – Oedingen, Lennestadt, 10. April 1945 (NARA, 111-ADC-3942) (online)
  - Surrender of German LIII Armeekorps to 7th Armored Division – Menden, 16. April 1945 (NARA, 111-ADC-3341) (online)
  - 512th Heavy Panzerjäger Detachment surrenders to 99th Infantry Division – Iserlohn, 16. April 1945 (NARA, 111-ADC-4203) (online)
- Die Ruhrkesselschlacht 1945 (100 Min.) Film der Delta-Productions (Gunther Dudda) in Schmallenberg.
- Kriegsende an Rhein, Ruhr und Weser. Dreiteilige TV-Produktion des WDR (2005, wiederholt im WDR 18.–20. Dezember 2006).
- Der Feuersturm am Rhein. DVD der Chronos Film GmbH.
- Als die Amerikaner kamen. US-Filmaufnahmen vom Kriegsende 1945 in Westfalen. , DVD mit Begleitheft des LWL-Medienzentrum für Westfalen, 2015.
  - Online beim Medienportal des LWL in 11 Folgen